# Star Trek
Star Trek (deutsch etwa: „Sternenreise“, „Sternentreck“, „Reise durchs All“) ist ein langlebiges US-amerikanisches Science-Fiction-Franchise, das der Filmproduktionsgesellschaft Paramount Pictures bzw. deren Mutterkonzern Paramount Global gehört. Es basiert auf der von Gene Roddenberry erdachten Fernsehserie Raumschiff Enterprise, die unter dem Titel Star Trek in den Vereinigten Staaten von 1966 bis 1969 erstausgestrahlt wurde. Der kanonische Teil des Franchise umfasst neben dem Pilotfilm Der Käfig zurzeit acht Realfilm-Fernsehserien, drei animierte Serien und eine Anthologie-Serie mit zusammen über 900 Episoden sowie 13 Kinofilme und einen VoD-Film (Stand: Januar 2025). Die von Paramount lizenzierten, ebenfalls zum Franchise gehörenden über 1000 Comics und die in mehr als 700 Bänden erschienenen Romane und Kurzgeschichten gehören überwiegend nicht zum Kanon.
Raumschiff Enterprise, Die Enterprise und die von 1979 bis 1991 erschienenen ersten sechs Kinofilme spielen im 23. Jahrhundert. Einen Neubeginn für Star Trek im Fernsehen stellte die ab 1987 erstausgestrahlte und hinsichtlich der Zuschauerzahlen erfolgreichste Serie Raumschiff Enterprise – Das nächste Jahrhundert dar, die im 24. Jahrhundert spielt. Basierend auf ihrem Erfolg entstanden, hauptsächlich im selben Jahrhundert angesiedelt, die Ablegerserien Star Trek: Deep Space Nine und Star Trek: Raumschiff Voyager sowie, beginnend 1994 mit Star Trek: Treffen der Generationen, vier weitere Kinofilme. 2001 folgte die im 22. Jahrhundert spielende Prequel-Serie Star Trek: Enterprise, die 2005 wegen zu schlechter Einschaltquoten beendet wurde. Der kommerzielle Misserfolg des zehnten Kinofilms Star Trek: Nemesis 2002 war mitursächlich dafür, dass bis 2009 keine weiteren Filme entstanden.
Ein Reboot für das Franchise stellte der 2009 erschienene, elfte Kinofilm Star Trek dar. Er bildete den Auftakt von bisher drei weiteren Kinofilmen, die zwar erneut im 23. Jahrhundert, überwiegend allerdings in einer neu geschaffenen Zeitleiste (Kelvin-Zeitlinie) spielen. 2017 startete die Fernsehserie Star Trek: Discovery, die wieder in der ursprünglichen Zeitleiste im 23. Jahrhundert spielt. 2020 begannen die Serien Star Trek: Picard und Star Trek: Lower Decks und 2021 die Serie Star Trek: Prodigy; alle drei spielen im 24. Jahrhundert. 2022 kam die Serie Star Trek: Strange New Worlds hinzu, die wiederum im 23. Jahrhundert spielt. Weitere Star-Trek-Fernsehserien befinden sich in Produktion beziehungsweise Vorbereitung.
Im Mittelpunkt der Handlung stehen vor allem Führungsoffiziere, aber auch andere Besatzungsmitglieder, auf einem oftmals Enterprise genannten Raumschiff oder einer Raumstation. Erzählt wird von ihrer Begegnung mit fremden Welten, bislang unbekannten Lebensformen, neuen Zivilisationen und astrophysikalischen Phänomenen sowie von familiären Angelegenheiten. Sie gehören überwiegend zur „Vereinigten Föderation der Planeten“, einer im 22. Jahrhundert gegründeten und von der Erde aus regierten Allianz von Völkern in der Milchstraße. Neben den Menschen gibt es eine große Zahl anderer Spezies, darunter die humanoiden Klingonen, Romulaner und Vulkanier und die teilweise künstlichen Borg. In den erzählten Geschichten thematisiert Star Trek soziale, politische, philosophische und ethische Probleme.
Die Fernsehserien und Kinofilme erschienen in zahlreichen Ländern und Sprachen, darunter auch auf Deutsch. Zu den wichtigsten der insgesamt über 100 Auszeichnungen für die Serien und Filme gehören 33 Emmy Awards, ein Oscar und mehrere Hugo Awards. In den 1990er Jahren erreichte die maßgeblich durch Das nächste Jahrhundert ausgelöste Begeisterungswelle für Star Trek einen Höhepunkt. Star-Trek-Fans, teilweise „Trekkies“ oder „Trekker“ genannt, nahmen verstärkt an Star-Trek-Conventions teil und organisierten sich in vielen Fanklubs. Im Rahmen des Franchise entstanden zahlreiche Fan-Fiction-Geschichten und Merchandising-Produkte wie etwa Spiele und Modellbausätze, aber auch Star-Trek-Wikis wie Memory Alpha. Star Trek wurde zur lukrativsten Einnahmequelle für Paramount Pictures, dessen Einnahmen aus dem Verkauf der Fernsehserien, Kinofilme und Merchandising-Artikel 1993 auf über eine Milliarde US-Dollar geschätzt wurden.

## Überblick über Fernsehserien und Kinofilme

### Fernsehserien

#### Kanonische Fernsehserien
| Nr. | Deutscher Fernsehtitel (Engl. Originaltitel)3                                    | Serienform                    | Kürzel | US-Erstveröff. | Jahre der Handlung     | Episoden (Staffeln) | Showrunner |
| --- | -------------------------------------------------------------------------------- | ----------------------------- | ------ | -------------- | ---------------------- | ------------------- | --- |
| 1   | Raumschiff Enterprise (Star Trek)                                                | Realfilm                      | TOS    | 1966–1969      | 2265–2269              | 0791 (3)            | – |
| 2   | Die Enterprise (Star Trek: The Animated Series)                                  | Zeichentrick                  | TAS    | 1973–1974      | 2269–2270              | 022 (2)             | − |
| 3   | Raumschiff Enterprise – Das nächste Jahrhundert (Star Trek: The Next Generation) | Realfilm                      | TNG    | 1987–1994      | 2364–2370              | 178 (7)             | Gene Roddenberry (Folge 1.01–1.18), Maurice Hurley (Folge 1.19–2.22), Michael Wagner (Folge 3.01–3.04), Michael Piller (Folge 3.05–6.26), Jeri Taylor (Staffel 7) |
| 4   | Star Trek: Deep Space Nine                                                       | Realfilm                      | DS9    | 1993–1999      | 2369–2375              | 176 (7)             | Michael Piller (Staffel 1–2), Ira Steven Behr (Staffel 3–7) |
| 5   | Star Trek: Raumschiff Voyager (Star Trek: Voyager)                               | Realfilm                      | VOY    | 1995–2001      | 2371–2378              | 172 (7)             | Michael Piller (Staffel 1), Jeri Taylor (Staffel 1–4), Brannon Braga (Staffel 5–6), Kenneth Biller (Staffel 7)                                                    |
| 6   | Star Trek: Enterprise2                                                           | Realfilm                      | ENT    | 2001–2005      | 2151–2155              | 098 (4)             | Brannon Braga (Staffel 1–4), Manny Coto (Staffel 4) |
| 7   | Star Trek: Discovery                                                             | Realfilm                      | DSC    | 2017–2024      | 2256–2258 3188–3191    | 065 (5)             | Gretchen J. Berg (Staffel 1), Aaron Harberts (Staffel 1), Alex Kurtzman (ab Staffel 2), Michelle Paradise (ab Staffel 3)                                          |
| 8   | Star Trek: Short Treks                                                           | Realfilm, Animation, Kurzfilm | ST     | 2018–2020      | verschiedene Zeiträume | 010 (2)             | − |
| 9   | Star Trek: Picard                                                                | Realfilm                      | PIC    | 2020–2023      | 2024 2399–2402         | 030 (3)             | Michael Chabon (Staffel 1), Akiva Goldsman (ab Staffel 2), Terry Matalas (ab Staffel 2)                                                                           |
| 10  | Star Trek: Lower Decks                                                           | Animation, Comedy             | LD     | 2020–2024      | 2380–2382              | 050 (5)             | Mike McMahan |
| 11  | Star Trek: Prodigy                                                               | Animation, Kinderserie        | PRO    | 2021–2024      | 2383–2385              | 040 (2)             | Kevin Hageman, Dan Hageman |
| 12  | Star Trek: Strange New Worlds                                                    | Realfilm                      | SNW    | seit 2022      | 2259–                  | 020+ (2+)           | Akiva Goldsman |

1 Der 1964/1965 produzierte und erst 1988 erstausgestrahlte Pilotfilm Der Käfig zählt nicht mit zu den drei Staffeln von Raumschiff Enterprise.

2 Nach der zweiten Staffel wurde die Serie Enterprise in Star Trek: Enterprise umbenannt.

3 Der englische Originaltitel ist in Klammern angegeben, sofern er vom deutschen Fernsehtitel abweicht, und entspricht anderenfalls dem deutschen Fernsehtitel.

#### Nichtkanonische Fernsehserien
| Nr. | Deutscher Fernsehtitel (Engl. Originaltitel)3 | Serienform | Kürzel | US-Erstveröff. | Jahre der Handlung     | Episoden (Staffeln) | Showrunner   |
| --- | --------------------------------------------- | ---------- | ------ | -------------- | ---------------------- | ------------------- | ------------ |
| 1   | Star Trek: Very Short Treks                   | Animation  | VST    | 2023           | verschiedene Zeiträume | 05 (1)              | Casper Kelly |

### Filme
| Nr.                     | Deutscher Titel                             | Englischer Originaltitel               | Filmjahr | Jahre der Handlung                 | Regie              | Drehbuch                                            |
| ----------------------- | ------------------------------------------- | -------------------------------------- | -------- | ---------------------------------- | ------------------ | --------------------------------------------------- |
| Originalserie           |                                             |                                        |          |                                    |                    |                                                     |
| I                       | Star Trek: Der Film                         | Star Trek: The Motion Picture          | 1979     | 2273                               | Robert Wise        | Harold Livingston                                   |
| II                      | Star Trek II: Der Zorn des Khan             | Star Trek II: The Wrath of Khan        | 1982     | 2285                               | Nicholas Meyer     | Jack B. Sowards                                     |
| III                     | Star Trek III: Auf der Suche nach Mr. Spock | Star Trek III: The Search for Spock    | 1984     | 2285                               | Leonard Nimoy      | Harve Bennett                                       |
| IV                      | Star Trek IV: Zurück in die Gegenwart       | Star Trek IV: The Voyage Home          | 1986     | 2286, 1986                         | Leonard Nimoy      | Harve Bennett, S. Meerson, P. Krikes, N. Meyer      |
| V                       | Star Trek V: Am Rande des Universums        | Star Trek V: The Final Frontier        | 1989     | 2287                               | William Shatner    | David Loughery                                      |
| VI                      | Star Trek VI: Das unentdeckte Land          | Star Trek VI: The Undiscovered Country | 1991     | 2293                               | Nicholas Meyer     | Nicholas Meyer, Denny Martin Flinn                  |
| Das nächste Jahrhundert |                                             |                                        |          |                                    |                    |                                                     |
| VII                     | Star Trek: Treffen der Generationen         | Star Trek: Generations                 | 1994     | 2371, 2293                         | David Carson       | Ronald D. Moore, Brannon Braga                      |
| VIII                    | Star Trek: Der erste Kontakt                | Star Trek: First Contact               | 1996     | 2373, 2063                         | Jonathan Frakes    | Ronald D. Moore, Brannon Braga                      |
| IX                      | Star Trek: Der Aufstand                     | Star Trek: Insurrection                | 1998     | 2375                               | Jonathan Frakes    | Michael Piller                                      |
| X                       | Star Trek: Nemesis                          | Star Trek: Nemesis                     | 2002     | 2379                               | Stuart Baird       | John Logan                                          |
| Kelvin-Zeitlinie        |                                             |                                        |          |                                    |                    |                                                     |
| XI                      | Star Trek                                   | Star Trek                              | 2009     | 2233–2258 (Kelvin-Zeitlinie), 2387 | J. J. Abrams       | Alex Kurtzman, Roberto Orci                         |
| XII                     | Star Trek Into Darkness                     | Star Trek Into Darkness                | 2013     | 2259–2260 (Kelvin-Zeitlinie)       | J. J. Abrams       | Alex Kurtzman, R. Orci, D. Lindelof                 |
| XIII                    | Star Trek Beyond                            | Star Trek Beyond                       | 2016     | 2263 (Kelvin-Zeitlinie)            | Justin Lin         | Simon Pegg, D. Jung, R. Orci, J. D. Payne, P. McKay |
| Ableger                 |                                             |                                        |          |                                    |                    |                                                     |
| XIV                     | Star Trek: Sektion 31                       | Star Trek: Section 31                  | 2025     | Frühes 24. Jahrhundert             | Olatunde Osunsanmi | Craig Sweeny, Bo Yeon Kim, Erika Lippoldt           |

## Inhalt und Handlung
Siehe auch: Völker und Gruppierungen im Star-Trek-Universum, Orte im Star-Trek-Universum, Zeitleisten von Star Trek, Raumschiffe und Raumstationen im Star-Trek-Universum, Star-Trek-Technologie
Der Star-Trek-Schöpfer Gene Roddenberry war ein leidenschaftlicher Fürsprecher egalitärer Politik und benutzte die Serien häufig, um seine Vision einer auf diesen Prinzipien basierenden zukünftigen Gesellschaft zu vermitteln.

### Einführung
Star Trek beschreibt eine utopische Zukunft, in der die Menschheit enorme soziale und technische Fortschritte erzielt hat. Erzählt werden die Geschichten von Schiffsmannschaften und Mitreisenden auf Raumschiffen und -stationen der wissenschaftlichen und militärischen Sternenflotte. Die Menschheit hat die meisten der heutigen Probleme, wie etwa soziale Ungleichheit, Rassismus, Intoleranz, Armut und Krieg, überwunden. Auch Kapitalismus und Geldfunktion existieren nicht mehr. Die Menschheit ist zu einer globalen Einheit herangewachsen und besiedelt über die Erde hinaus weitere Planeten. Dabei verfolgt sie das Prinzip der friedlichen Koexistenz mit anderen Lebensformen. Die intelligenten Lebewesen im Star-Trek-Universum unterscheiden sich in Bezug auf ihre Ethik und Gesellschaftsform.
Zu den in Star Trek gezeigten kosmischen und astrophysikalischen Objekten gehören Singularitäten, Räume, die absolut leer sind, Wurmlöcher und Nebel aus Dunkler Materie. Auch reale und derzeit bekannte Objekte sind Teil des Star-Trek-Universums; so gibt es immer wieder Erwähnungen von Andromeda und M33 sowie von Rigel und Wolf 359.

### 21. und 22. Jahrhundert
Im Jahr 2053 endet auf der Erde nach 27 Jahren der Dritte Weltkrieg, durch den zahlreiche große Städte zerstört wurden, mehrere Hundert Millionen Menschen gestorben und etliche Staatsregierungen verschwunden sind. Zehn Jahre später gelingt es dem Menschen Zefram Cochrane, mit seinem Raumschiff Phoenix in den Weltraum zu starten. Sein Schiff ist das erste, das über den von ihm erfundenen Warp-Antrieb verfügt, der das Fliegen mit Überlichtgeschwindigkeit ermöglicht. Cochranes erster Warp-Flug führt dazu, dass einige Vulkanier auf die Menschheit aufmerksam werden und die Menschen dadurch erstmals bewusst Kontakt mit Außerirdischen haben (→ Der erste Kontakt). In der Kultur der Vulkanier hat streng logisches, von Emotionen befreites Denken eine zentrale Bedeutung, zudem ist ihre Lebenserwartung deutlich höher als die der Menschen.
Im Laufe der folgenden Jahrzehnte können die Menschen den Warp-Antrieb für noch höhere Fluggeschwindigkeiten weiterentwickeln. In der Mitte des 22. Jahrhunderts kooperieren die Menschen im Hinblick auf die Erforschung des Weltraums mit den Vulkaniern. Als Mittel für die Erforschung des Alls, aber auch zur Verteidigung, dient den Menschen die Sternenflotte, die aus Raumschiffen, Besatzungen und anderen Organisationsteilen besteht. Ihr Hauptquartier befindet sich in San Francisco. Auf gemeinsamen Beschluss hin entsenden sie zu diesem Zweck im Jahr 2151 das neu gebaute Raumschiff Enterprise NX-01 in das All. Das Kommando über das maximal Warp 5 erreichende Schiff, bei dem es sich um einen Prototyp mit etwa 80 Besatzungsmitgliedern handelt, erhält der Mensch Captain Jonathan Archer. Die Besatzung des Schiffes kommt auf ihrer oft ziellosen Reise in Kontakt mit zahlreichen, zuvor unbekannten intelligenten Spezies, wie den Klingonen, Romulanern, Illyrianern, den Suliban, den Tholianern oder den Sphärenbauern und betritt dabei teils auch besiedelte Planeten (→ Enterprise). Im Jahr 2153 greift die Spezies Xindi, bestehend aus den Aquarianern, Arborealen, Insektoiden, Primaten und Reptilianern, die Erde an und tötet dabei mindestens sieben Millionen Menschen. Die Enterprise kann dem vernichtenden Treiben der Xindi aber ein Ende bereiten (→ Enterprise: Staffel 3). Die Mission der Enterprise NX-01 endet 2161.

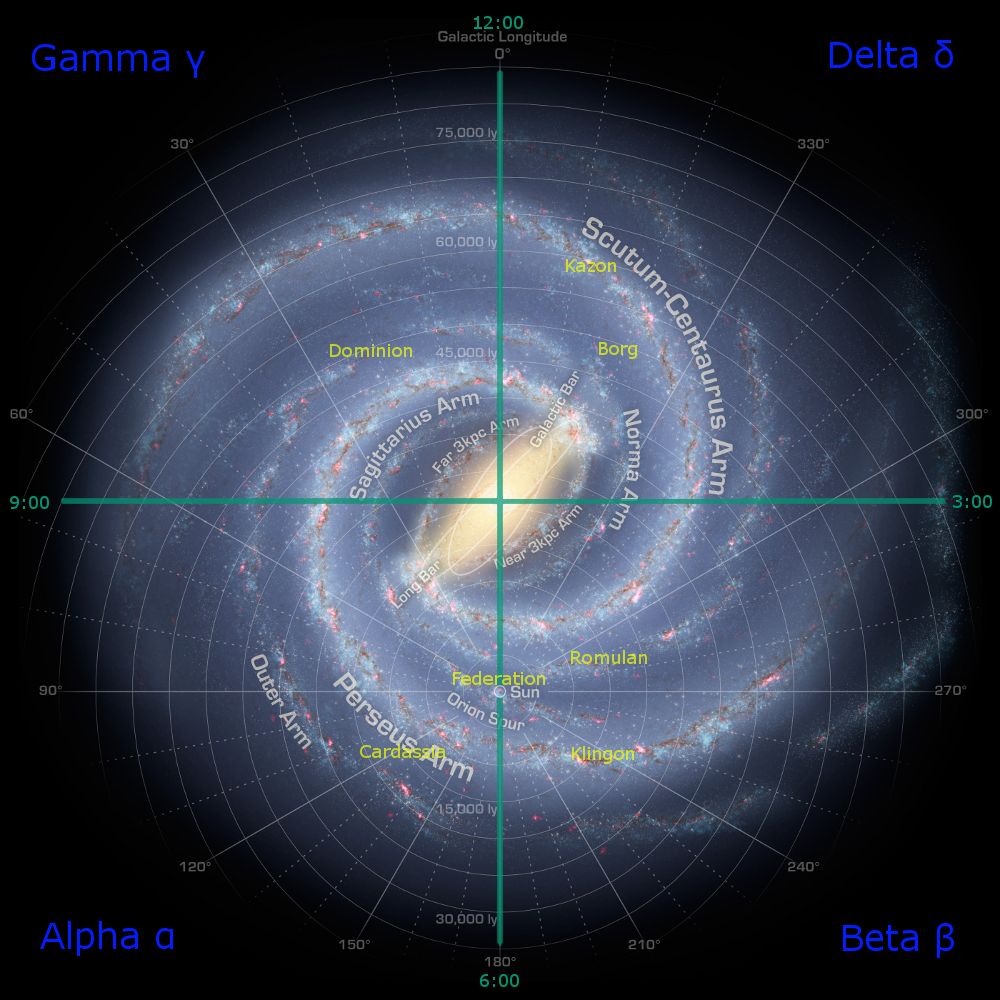
Milchstraße, aufgeteilt in Quadranten

Mit den gemeinsamen Zielen friedlicher Koexistenz, darunter in Handel, Forschung und Wissenschaft, gründen Menschen, Vulkanier, Andorianer und Tellariten im Jahr 2161 die Vereinigte Föderation der Planeten, in die später auch andere Kulturen wie etwa die Betazoiden, die Bolianer, die Benziten, die Deltaner, die Trill, die Coridaniten, die Osnullus, die Saurianer, die Haliianer, die Tiburoner, die Ardaner, die Efrosianer, die Ktarianer, die Risaner oder die Caitianer aufgenommen werden. Sie handelt politisch nach dem Grundsatz der Multilateralität. Ihr Hauptsitz ist in Paris. In der Sternenflotte dürfen aber auch Angehörige von Völkern eintreten, die nicht der Föderation angehören, so sieht man auch Rigelianer oder Kelpianer auf Schiffen der Sternenflotte.
Die „Oberste Direktive“ ist der wichtigste politische Grundsatz der Föderation. Sie enthält ein verbindliches Nichteinmischungsprinzip in die internen Angelegenheiten anderer Zivilisationen, ganz besonders, solange diese noch keine Warp-Technologie entwickelt haben. Solche „Prä-Warp-Zivilisationen“ genießen den besonderen Schutz ihrer kulturellen und geistigen Entwicklung vor Einflüssen aus höher entwickelten Zivilisationen. Die oberste Direktive schließt ein prinzipielles Verbot aller Maßnahmen ein, die geeignet sein könnten, die natürliche Entwicklung einer Prä-Warp-Zivilisation zu verändern, selbst wenn dies unter den besten Absichten oder unbemerkt geschähe. Erlaubt sind lediglich getarnte anthropologische Beobachtungsexpeditionen mit dem Ziel der Erforschung nicht raumfahrender Zivilisationen unter Beachtung der Nichteinmischung.
Als „United Star Ship“ oder auch „United Space Ship“ (U.S.S.) werden alle Raumschiffe bezeichnet, die im Auftrag der Sternenflotte im Einsatz sind. Die Namen der Raumschiffe sind in der Regel geografische Bezeichnungen, wie Namen von Staaten, Städten, Flüssen und anderen Orten, Namen wichtiger Personen aus der Geschichte der Erde, aber auch gängige Bezeichnungen von Schiffen der US-Kriegsmarine wie z. B. Enterprise oder Constitution oder Schiffen anderer Kriegsmarinen wie z. B. Yamato oder Akagi.
Sowohl die Föderation als auch andere, in der Milchstraße lebende Kulturen teilen ihre Galaxie kartografisch in die vier Quadranten Alpha, Beta, Gamma und Delta ein. Das Sonnensystem befindet sich auf der Grenze zwischen Alpha- und Beta-Quadrant.

### 23. Jahrhundert
Im Jahr 2254 empfängt die U.S.S. Enterprise NCC-1701 unter dem Kommando von Captain Christopher Pike nach einer verlustreichen Mission auf Rigel VII ein Notsignal vom Planeten Talos IV. Dieses Notsignal stellt sich als Falle der Talosianer heraus (→ Der Käfig (1965)).
Zwei Jahre später versucht der Klingone T’Kuvma die rivalisierenden klingonischen Häuser wieder zu einen, um einen kompletten Zerfall des Klingonischen Imperiums zu verhindern. Um dies zu erreichen, zettelt er einen Krieg mit der Föderation an. Die U.S.S. Discovery mit der in Ungnade gefallenen Offizierin Michael Burnham und unter dem Kommando des ungewöhnlichen Captain Gabriel Lorca spielt bei der Lösung des Krieges eine gewichtige Rolle. Schließlich schafft es Michael Burnham gemeinsam mit der Crew der Discovery den Krieg im Jahr 2257 zu beenden. Zu den Erstkontakten der Discovery zählen die Xaheaner und die Jah'Sepp. Da die mittlerweile umgebaute U.S.S. Enterprise stark beschädigt ist, übernimmt Captain Christopher Pike das Kommando über die Discovery, um die Herkunft von sieben geheimnisvollen Signalen zu lösen. Man findet heraus, dass die Signale einen Weg aufzeigen, um die künstliche Intelligenz „Control“ daran zu hindern, jegliches Leben im Universum zu vernichten. Am Ende kann das Universum gerettet werden, indem die Discovery mit für Control wichtigen und nicht löschbaren Daten über ein künstlich erzeugtes Wurmloch in die ferne Zukunft flüchtet; Captain Pike ebnet ihr dabei mit der wieder reparierten U.S.S. Enterprise den Weg. Auf dem Weg dorthin kann Control bereits vernichtet werden. Als die Discovery in der Zukunft angekommen ist, bricht Captain Pike im Jahr 2258 mit der Enterprise zu weiteren Missionen auf. (→ Star Trek: Discovery).
2259 lebt Pike zurückgezogen in seinem Haus auf der Erde. Admiral Robert April, Pikes Vorgänger als Captain der Enterprise, kann ihn aber überzeugen, wieder das Kommando über die Enterprise zu übernehmen, indem er Pike mitteilt, dass seine frühere erste Offizierin mit der U.S.S. Archer verschollen ist. Die Offizierin und das Schiff können gefunden werden und Pike bricht mit der Enterprise zu neuen Missionen auf. Obwohl der Krieg mit dem Klingonischen Imperium zu Ende ist, gibt es immer wieder Konfliktsituationen. Besonders schwere Konflikte gibt es mit der Gorn-Hegemonie, aber auch mit den Orionern gibt es hier und da Probleme. (→ Star Trek: Strange New Worlds).
Sechs Jahre später, im Jahr 2265, entsendet die Föderation das wiederum umgebaute Raumschiff U.S.S. Enterprise NCC-1701 auf eine fünf Jahre währende, weitere Mission zur Erforschung des Alls (→ Raumschiff Enterprise, Die Enterprise). Das Kommando über das mehr als 400 Besatzungsmitglieder beherbergende Schiff hat der Mensch Captain James T. Kirk, sein Wissenschafts- und Erster Offizier ist der halb menschliche, halb vulkanische Commander Spock, der bereits zuvor unter Captain Pike gedient hatte. In den fünf Jahren gab es mehrere Konflikte mit dem Romulanischen Sternenimperium und dem Klingonischen Imperium, mit letzterem gab es sogar 2267 einen Krieg, der aber von den mächtigen Organiern nach nur wenigen Tagen beendet werden konnte. Außerdem gab es Konflikte u. a. mit der Tholianischen Versammlung, den Orionern, der Gorn Hegemonie und den Kzinti. Während der 5-Jahres-Mission entdeckt die Crew auch den gentechnisch erzeugten Übermenschen Khan, der für die „Eugenischen Kriege“ am Ende des 20. Jahrhunderts mitverantwortlich ist. Da sich Khan und seine Mannschaft als Bedrohung für die Enterprise erweisen, schlägt Kirk vor, sie auf Ceti Alpha V leben zu lassen, einem ungastlichen, aber bewohnbaren Planeten. (→ Raumschiff Enterprise: Der schlafende Tiger). Drei Jahre nach dem Ende der 5-Jahres-Mission, im Jahr 2273, setzt die Föderation die komplett umgerüstete und umgebaute Enterprise ein, um die Bedrohung der Erde abzuwenden, die von einer gigantisch großen, durch das All treibenden Wolke ausgeht. Die Enterprise-Crew kann den Auftrag unter dem Kommando des nunmehr zum Admiral beförderten Kirk erfolgreich durchführen (→ Der Film).
Zwölf Jahre später, 2285, möchte sich der aus seinem Exil entkommene Khan an Kirk rächen, denn der Planet Ceti Alpha V, auf dem Kirk ihn und seine Crew ausgesetzt hatte, war inzwischen durch die Explosion des benachbarten Planeten Ceti Alpha VI unbewohnbar geworden. Zu dem Zweck bemächtigt er sich der von Föderationswissenschaftlern geheim entwickelten „Genesis-Technologie“, die Terraforming ermöglicht. Kurz bevor Khan diese zusammen mit sich und seinem Raumschiff zur Explosion bringt, um Kirk zu töten, rettet der selbstlose Spock die Enterprise, indem er den Schiffsantrieb repariert, sich dabei aber einer tödlichen Dosis Radioaktivität aussetzt (→ Der Zorn des Khan). Alsbald stellt sich heraus, dass Spock kurz vor seinem Tod seinen Geist in Dr. McCoy, den Schiffsarzt, übertragen hat und Spock ins Leben zurückgeholt werden kann, wenn sein Geist mit seinem toten Körper vereint wird. Weil das Sternenflottenkommando es Kirk verboten hat, Spocks auf einem Planeten belassenen Körper zurückzuholen, stiehlt er zusammen mit seiner Mannschaft die Enterprise aus dem Raumdock. Bei der Mission findet die Crew zwar Spocks durch „Genesis“ regenerierten Körper, jedoch zerstört sie, sich gegen feindliche, angreifende Klingonen verteidigend, notgedrungen die Enterprise. Dabei kann sie sich allerdings eines klingonischen Raumschiffes bemächtigen (→ Auf der Suche nach Mr. Spock). Drei Monate nachdem Vulkanier Spocks Körper mit seiner Seele wiedervereint haben, begibt sich die Crew, darunter Spock, auf dem klingonischen Schiff mittels eines Zeitsprunges in das Jahr 1986. Es gelingt ihr, zwei Buckelwale in das Jahr 2286 zu holen, in dem diese Spezies bereits ausgestorben ist. Das letztlich erreichte Ziel der Mission ist es, die Buckelwale mit einer fremden, bei der Erde erschienenen und diese anfangs bedrohenden Raumsonde kommunizieren zu lassen (→ Zurück in die Gegenwart). Als Bestrafung für das Verweigern des ihm erteilten Befehles wird Kirk anschließend zum Captain degradiert. Damit einhergehend erhält er das dauerhafte Kommando über das neu gebaute Raumschiff und Folgemodell U.S.S. Enterprise NCC-1701-A.
Auf diesem Raumschiff ist Kirk mit seiner Crew im Jahr 2287 unterwegs, um eine offensichtliche Geiselnahme zu beenden. Diese stellt sich jedoch als eine Falle des von seinem Volk ausgestoßenen, weil überaus emotionalen Vulkaniers Sybok heraus, mit der er sich der Enterprise bemächtigt. Damit fliegt er zu dem im Zentrum der Galaxis befindlichen Planeten „Sha Ka Ree“, auf dem er Gott vermutet, unter anderem nach Kirks Zweifeln aber erkennen muss, dass er sich darin geirrt hat (→ Am Rande des Universums). Vier Jahre danach werden Kirk und McCoy vorübergehend Opfer einer von dem Klingonen Chang initiierten Verschwörung, die Friedensgespräche seines Volkes mit der Föderation zu sabotieren versucht. Durch Ermittlungen kann die altersbedingt kurz vor der Abmusterung befindliche Enterprise-Crew Changs verbrecherischem Treiben aber ein Ende bereiten (→ Das unentdeckte Land).
Weitere zwei Jahre später, 2293, nimmt Kirk als Gast am Jungfernflug des Raumschiffes U.S.S. Enterprise NCC-1701-B teil, das dabei aber in einem plötzlich erschienenen Energieband zerstört zu werden droht. Als es Kirk durch technische Modifikationen am Schiff schafft, der Enterprise zur Flucht vor dem Energieband zu verhelfen, wird der Schiffsteil seines Aufenthaltsortes durch das Band zerstört und Kirk zum Anschein aller getötet. Tatsächlich gerät er dabei jedoch in den „Nexus“, einen zeitlosen Ort voller Glückseligkeit (→ Treffen der Generationen).

### 24. Jahrhundert
In der ersten Hälfte des 24. Jahrhunderts wird das Raumschiff U.S.S. Enterprise NCC-1701-C erstmals eingesetzt. Es hilft 2344 trotz Unterlegenheit bei der Verteidigung eines klingonischen Außenpostens gegen angreifende Romulaner (→ Das nächste Jahrhundert: Die alte Enterprise). Als Folge dieser Unterstützung wird ein Friedensvertrag zwischen dem Klingonischen Reich und der Föderation ausgehandelt.
Im Jahr 2364, 71 Jahre nach dem Jungfernflug der U.S.S. Enterprise NCC-1701-B, stellt die Föderation das neue Sternenflottenraumschiff U.S.S. Enterprise NCC-1701-D als ihr Flaggschiff in Dienst. Das von dem Menschen Captain Jean-Luc Picard kommandierte und nun über 1000 Individuen beherbergende, wesentlich größere Schiff erfüllt ebenfalls den ihm gestellten Auftrag, fremde Welten, unbekannte Lebensformen und neue Zivilisationen zu entdecken (→ Das nächste Jahrhundert). Zu solchen, bis dahin unbekannten Lebensformen gehören auch die Borg – Lebewesen-Maschinen-Hybriden, deren Selbstverständnis es ist, andere Kulturen in ihr Kollektiv zu assimilieren und sich so weiterzuentwickeln. Mit der Absicht, auch die Menschen zu assimilieren, bedroht ein Borgschiff Ende 2366 auch die Erde. Zwar fallen den Borg bei ihrem Weg zur Erde zahlreiche Föderationsraumschiffe zum Opfer, und Picard wird vorübergehend assimiliert, jedoch kann die Enterprise das Borgschiff letztlich besiegen (→ Das nächste Jahrhundert: In den Händen der Borg und Angriffsziel Erde). Zu den weiteren Erstkontakten zählen die Tamarianer, die Ferengi (obwohl es bereits im 22. und frühen 24. Jahrhundert Kontakte gab, jedoch da niemand wusste, wer wer ist) und die Q. Letztere trieben auch auf Deep Space Nine, auf der U.S.S. Voyager, der U.S.S. Cerritos und später auf der neuen U.S.S. Stargazer ihr Unwesen.
Im Rahmen ihrer Mission nimmt die Crew der Enterprise NCC-1701-D mitunter auch eine vermittelnde und unterstützende Funktion in Konflikten zwischen anderen Kulturen ein. Zu diesen Kulturen gehören auch die Klingonen, und die Bajoraner. Da letztere etwa über Jahrzehnte hinweg unter der gewaltsamen Unterdrückung ihres Volkes durch die Cardassianer litten, nehmen sie die Hilfe der Föderation an. Das zeigt sich auch daran, dass Sternenflottenangehörige zur Sicherung politischer Stabilität ab 2369 zusammen mit Bajoranern die ehemalige cardassianische Raumstation Deep Space Nine betreiben. Dazu überträgt Picard dem Sternenflottenoffizier Benjamin Sisko das Kommando über die Station. Sie befindet sich im Alpha-Quadranten, in unmittelbarer Nähe zur Öffnung eines stabilen Wurmloches, das die zeitsparende Passage in eine entfernte Gegend des Gamma-Quadranten ermöglicht. Die Station wird von zahlreichen verschiedenen Spezies besucht, wie z. B. den Lurianern oder den Nausicaanern. Die Stationsbesatzung ist mitunter in politische und religiöse Machtkämpfe zwischen Bajoranern, Cardassianern und Föderationsabtrünnigen involviert. Nach ihrem Erstkontakt mit dem im Gamma-Quadranten beheimateten und von den formwandelnden Gründern angeführten Dominion sehen sich die Völker des Alpha-Quadranten der Gefahr eines Angriffes ausgesetzt. Deshalb erhält Sisko 2371 zu Verteidigungszwecken auch das dauerhafte Kommando über das Kriegsraumschiff U.S.S. Defiant (→ Deep Space Nine).
Im selben Jahr nimmt der Wissenschaftler Dr. Soran die Vernichtung von Planeten und deren Bewohnern in Kauf, um in den Nexus zu gelangen, weshalb Picard und die Crew der Enterprise ihn davon abzuhalten versuchen. Dabei kommt es zur Zerstörung der Antriebssektion des Schiffes und zur Notlandung seiner Untertassensektion, die die Crew in der Folge aufgeben muss. Gezwungenermaßen in den Nexus gelangt, bewegt Picard den dort angetroffenen Kirk dazu, ihm dabei zu helfen, Soran von der Umsetzung von dessen Plan abzuhalten. Gemeinsam können sie Soran besiegen, dabei stirbt allerdings Kirk (→ Treffen der Generationen).
Ebenfalls 2371 beginnt das neue Föderationsraumschiff U.S.S. Voyager unter Captain Kathryn Janeway seine Mission nach einem gesuchten Maquis-Schiff (→ Raumschiff Voyager Der Fürsorger, Teil I) im Alpha-Quadranten zu suchen, wird aber kurz nach dem Aufbruch in eine 70.000 Lichtjahre entfernte Gegend des Delta-Quadranten verschlagen und so dazu gezwungen, eine unbeabsichtigt lange Heimreise anzutreten. Auf ihrem Flug in Richtung Erde wird die Voyager-Crew wiederholt mit unbekannten, teils sie bedrohenden Spezies konfrontiert, zu denen die Hirogen, die Kazon, die Krenim, die Nacene, die Sikarianer, die Malon, die Vidiianer und die Spezies 8472 gehören (→ Raumschiff Voyager). Letztere erweisen sich sogar den aus dem Delta-Quadranten stammenden Borg als übermächtig. Die Voyager trifft aber auch auf freundliche Völker, wie die Brunali, den Talaxianern und die Ocampa. Im Jahr 2373, als die Voyager-Crew erstmals während ihres Heimflugs auf die Borg trifft, kommt es auch im Alpha-Quadranten zu einer erneuten Konfrontation der Föderation mit den Borg. Dabei folgt die von Picard und seiner Mannschaft übernommene, neu in Dienst gestellte U.S.S. Enterprise NCC-1701-E einem Borg-Schiff auf dessen Zeitreise in das Jahr des ersten Kontakts der Menschen mit Vulkaniern. Die Crew schafft es mit der Unterstützung Zefram Cochranes, die Borg davon abzuhalten, den ersten Kontakt und somit die Eroberung des Alls durch die Menschheit zu verhindern (→ Der erste Kontakt).
Unterdessen ist der Konflikt zwischen der Föderation und dem Dominion, dem sich nun auch die Cardassianer angeschlossen haben, so weit eskaliert, dass Ende 2373 ein interstellarer Krieg ausbricht. In dessen Verlauf erleidet auch die Sternenflotte bedeutende Verluste, die Sisko den Entschluss fassen lassen, das romulanische Sternenimperium zum Kriegseintritt auf Föderationsseite zu bewegen. Ende 2375, unter anderem nach mehreren Hundert Millionen Todesopfern auf beiden Seiten und der Erkenntnis, dass eine geheim operierende Sektion der Föderation für einen beabsichtigten Genozid an den Gründern verantwortlich ist, endet der Krieg (→ Deep Space Nine: Staffeln 6 und 7).
Ebenfalls 2375 kämpft Picard mit seiner Mannschaft gegen einige, bislang unheilbar kranke Son’a, die die verjüngende Wirkung der Ringe eines Planeten für sich nutzbar machen und dazu dessen Bewohner, die Ba’ku, gewaltsam umsiedeln möchten (→ Der Aufstand). Zwei Jahre später, nach über sechs Jahren Flugzeit, gelingt der Voyager letztendlich die Heimkehr zur Erde (→ Raumschiff Voyager). Weitere zwei Jahre danach, 2379, stellt sich Picard mit seiner Crew und der Enterprise NCC-1701-E gegen Shinzon, einen Klon Picards, der mit einer Superwaffe sämtliches Leben auf der Erde vernichten möchte (→ Nemesis).
Im Jahr 2380 begibt sich die U.S.S. Cerritos mit mehreren jungen Ensigns, darunter Beckett Mariner, und unter dem Kommando von Captain Carol Freeman auf die Reise. Zu den Hauptaufgaben der Cerritos gehören „Zweitkontakte“ mit außerirdischen Spezies. Bei einem Angriff der Pakleds kommt der Cerritos die U.S.S. Titan unter Captain William T. Riker zur Hilfe (→ Lower Decks).
Im Jahr 2383 flüchten fünf außerirdische Kinder, darunter ein Tellarit, eine Brikar, eine Vau'N'Akat und ein Meduser, mithilfe des gestrandeten und verlassenen experimentellen Föderationsraumschiffes U.S.S. Protostar von der Tars-Lamora-Gefängnis-Kolonie im Delta-Quadranten. Mithilfe des Kathryn-Janeway-Hologramms machen sie sich auf den Weg, das Universum und die Föderation zu entdecken (→ Prodigy).
In den 2380er Jahren wird bekannt, dass eine Supernova bevorsteht, die Romulus und die umliegenden Planetensysteme zerstören wird. Trotz heftiger Proteste einiger ihrer Mitgliedswelten beschließt die Föderation ein groß angelegtes Hilfsprogramm und baut eine Flotte von Raumschiffen, mit deren Hilfe 900 Millionen Romulaner umgesiedelt werden sollen. Das Kommando über diese Flotte übernimmt der zum Admiral beförderte Jean-Luc Picard. Am 5. April 2385 kommt es jedoch zu einem Wendepunkt, als außer Kontrolle geratene Androiden den Mars angreifen. Dabei werden weite Teile der Infrastruktur des Planeten zerstört, ebenso die im Orbit befindliche Rettungsflotte. Als Konsequenz werden sämtliche künstlichen Lebensformen in der Föderation verboten. Ebenso werden alle weiteren Bemühungen zur Evakuierung von Romulanern eingestellt. Picard quittiert aus Protest seinen Dienst bei der Sternenflotte (→ Picard).
Im Jahr 2387 unternimmt der nach wie vor lebende Spock, mittlerweile Botschafter der Föderation, einen letzten Versuch, durch die Erzeugung eines Schwarzen Lochs die romulanische Supernova aufzuhalten. Er kann aber die Zerstörung von Romulus nicht verhindern. Getrieben von Rache für den dadurch erlittenen Tod seiner Familie, greift der Romulaner Nero mit seinem Raumschiff jenes von Spock an, wobei die Kraft des Schwarzen Loches sie aber in die Vergangenheit wirft. Weil Nero in seiner neuen Aufenthaltszeit, dem Jahr 2233, seine Rache fortsetzt, greift er zunächst das Föderationsraumschiff U.S.S. Kelvin an, durch dessen Zerstörung ein alternativer Verlauf der darauffolgenden Historie geschaffen wird. Dieses entstandene Paralleluniversum wird als „Kelvin-Zeitlinie“ bezeichnet. (→ Star Trek).
2399 lebt Jean-Luc Picard zurückgezogen auf seinem Weingut in Frankreich. Dort trifft er auf die geheimnisvolle Dahj, die sich als Android aus Fleisch und Blut und als Tochter des 2379 getöteten Lieutenant Commander Data erweist. Nachdem Dahj von Attentätern getötet wird, erfährt Picard, dass sie noch eine Schwester namens Soji hat. Mit der Absicht sie zu retten, begibt sich Picard mit einer kleinen Crew auf dem Raumschiff La Sirena auf die Suche nach ihr. Nach Sojis Rettung begeben sie sich auf ihren Heimatplaneten, auf dem eine Kolonie von Androiden lebt. Nun wird offenbar, dass der Angriff auf den Mars von der romulanischen Geheimorganisation Zhat Vash geplant wurde. Der Zhat Vash will alles künstliche Leben vernichten, da seine Mitglieder Aufzeichnungen einer uralten Zivilisation gefunden haben, die von künstlichen Lebensformen vernichtet wurden und sie nun der Meinung sind, dass sich dies wiederholen würde (→ Picard).

### 32. Jahrhundert
Nach den „Temporalen Kriegen“ wurde nach dem 29. Jahrhundert jede Zeitreisetechnologie vernichtet und bis auf Weiteres verboten. Nachdem sowohl Michael Burnham als auch die USS Discovery aus dem 23. Jahrhundert in die ferne Zukunft gereist sind, treffen sie sich im Jahr 3189 wieder. Die Besatzung der Discovery muss lernen, dass die Föderation aufgrund einer Katastrophe namens „Der Brand“ zerfallen und stark geschrumpft ist. Viele Welten sind nicht mehr Mitglieder der Föderation – selbst die Erde ist kein Mitglied mehr und auch nicht mehr Hauptquartier der Sternenflotte. Keiner weiß, ob „Der Brand“ ein Angriff war oder ein Naturphänomen. Aufgrund des Brandes sind alle Schiffe mit aktiven Warpantrieben explodiert, und es war daher nicht mehr möglich, die verschiedenen Mitgliedswelten mit Raumschiffen zu erreichen. Schließlich kann die Ursache aber gefunden werden, und es beginnt der Wiederaufbau der Vereinigten Föderation der Planeten (→ Discovery ab Staffel 3).

### Ereignisse in der Kelvin-Zeitlinie ab 2233
Der 2233 beginnende, alternative Geschichtsverlauf wird seit dem Jahr 2016 offiziell als Kelvin-Zeitlinie bezeichnet. Zuvor waren dafür inoffizielle Namen gebräuchlich, darunter „Abramsverse“ und „NuTrek“.
Im Jahr 2233 ist es der Mensch George Kirk, der bei dem Angriff Neros das Raumschiff Kelvin notgedrungen auf Kollisionskurs mit Neros Raumschiff bringt, um dieses außer Gefecht zu setzen. Mit seinem Kamikaze-Flug rettet er auch seine hochschwangere Frau, die wenig später den gemeinsamen Sohn James T. Kirk gebärt (→ Star Trek).
2258 wird der mittlerweile 25 Jahre alte Kirk zum Captain der U.S.S. Enterprise NCC-1701 ernannt. Als solcher kämpft er mit der Unterstützung seiner Crew und Spocks aus der Zukunft stammendem anderen Ich gegen den nach wie vor rachsüchtigen Nero. Dieser beabsichtigt, nachdem er die vulkanische Heimatwelt zerstört hat, auch die Erde zu zerstören. Durch die Bemühungen der Enterprise-Crew scheitert Nero dabei jedoch und stirbt (→ Star Trek). Im Folgejahr, 2259, kämpft Kirk mit seiner Crew – mit letztlich erfolgreichem Ergebnis – gegen Khan, den der Oberbefehlshaber der Sternenflotte politisch instrumentalisiert hat (→ Star Trek Into Darkness). Auch wegen dieses Erfolges bekommen Kirk und seine Mannschaft den Auftrag zu ihrer ersten mehrjährigen Mission zur Erkundung des Alls, die sie 2260 antreten. Drei Jahre nach dem Beginn der Fünfjahresmission, 2263, kämpft die Enterprise-Crew erfolgreich gegen den Plan eines rachsüchtigen, ehemaligen Captains eines Föderationsraumschiffes, die Erde und die Föderation mit einer Biowaffe anzugreifen. Dabei wird die Enterprise zerstört; das Nachfolgeschiff U.S.S. Enterprise NCC-1701-A wird gebaut (→ Star Trek Beyond).

### Hauptfiguren
Die Tabelle nennt die Hauptfiguren der Fernsehserien und ordnet sie den Funktionsbereichen zu, die sie innerhalb der Raumschiffs- bzw. Raumstationsbesatzung der Fernsehserie und ggf. der zugehörigen Kinofilme im Wesentlichen innehaben. Ausnahmen wie zum Beispiel vorübergehende Funktionswechsel sind nicht berücksichtigt. Die Hintergrundfarben verdeutlichen darüber hinaus, ob es sich um eine menschliche (grün), eine außerirdische (rot), eine künstliche (grau) oder um eine halb menschliche und halb nichtmenschliche (orange) Lebensform handelt.
| Tasha Yar |
| Worf      |

| Ellen Landry*  |
| Ash Tyler Nhan |

* wiederkehrende Nebenfigur

## Entstehungsgeschichte

### Ursprüngliche Fernsehserie
Die Idee zu einer Science-Fiction-Serie hatte Gene Roddenberry in den frühen 1960er Jahren. In seinem ursprünglichen Pitch vom 11. März 1964 schrieb er: „Star Trek ist ein Wagon-Train-Konzept – aufgebaut um Figuren, die zu Welten reisen, die ‚ähnlich‘ wie unsere eigene sind.“ Die Serie solle in einer „positiven Zukunft“ spielen – eine Bemerkung, die im Zusammenhang mit dem Kalten Krieg, der vorangegangenen Kubakrise und einem zu dieser Zeit realistischerweise zu befürchtenden Atomkrieg zu verstehen ist.
1964 bekam Gene Roddenberry die Möglichkeit, einen Pilotfilm zu drehen. Der Fernsehsender NBC lehnte den Film Der Käfig jedoch aus unterschiedlichen Gründen ab. Die Verantwortlichen bei Paramount hielten die Figurenverteilung für zu mutig und radikal: Eine Frau als Erster Offizier und – mit Blick auf Spock – ein „Außerirdischer, der aussieht wie Satan“, seien dem amerikanischen Fernsehpublikum nicht zumutbar. NBC gab Roddenberry jedoch die Möglichkeit, einen weiteren Pilotfilm zu produzieren unter der Voraussetzung, dass entsprechende Änderungen vorgenommen würden. Erst Ende der 1980er Jahre wurde Der Käfig in seiner eigentlichen Form ausgestrahlt.
Die Zusammensetzung des Ensembles wurde im Folgenden geändert, erhalten blieb jedoch der nach wie vor von Leonard Nimoy gespielte Spock. Mit dieser Umorientierung und Neuverteilung der Rollen ging der wegweisende Gedanke einer Frau in einer Führungsposition vorerst verloren. Der neue Pilotfilm Spitze des Eisbergs wurde vom Fernsehsender akzeptiert und die erste Staffel von Raumschiff Enterprise wurde gedreht. Gesendet wurde diese Folge jedoch als dritte Episode. Die erste für die Staffel produzierte Episode war Pokerspiele, die erste gesendete Episode war Das Letzte seiner Art.
Die Darstellung von Frauen und Minderheiten in der alten Serie war für ihre Zeit fortschrittlich und gewagt. Es gab ein wichtiges weibliches Crewmitglied, gespielt von Nichelle Nichols. Sie war eine der ersten schwarzen Frauen, die eine größere Rolle im US-amerikanischen Fernsehen spielen durfte. Nur zwei Jahrzehnte nach Ende des Zweiten Weltkriegs hatte Star Trek einen japanischen Offizier, Hikaru Sulu (George Takei). In der zweiten Staffel wurde dann sogar der russische Navigator Pavel Chekov (Walter Koenig) hinzugefügt. Raumschiff Enterprise zeigte auch den ersten Kuss im Fernsehen zwischen einem weißen Mann und einer schwarzen Frau in den Vereinigten Staaten, jedoch verdeckt ein Kopf im letzten Moment die Sicht auf den Kuss – was damals bei Film- und Fernsehküssen üblich war. Viele (südliche) US-Bundesstaaten verboten damals eine Ausstrahlung dieser Folge.
Die Fernsehserie wurde aufgrund mangelnder Einschaltquoten und trotz Protesten von Fans 1969 endgültig eingestellt. Ursprünglich war geplant, die Serie bereits nach der zweiten Staffel (1967/68) einzustellen. Der progressive Charakter der Serie blieb auch bei nachfolgenden Produktionen erhalten. Raumschiff Enterprise erlangte erst durch zahlreiche Wiederholungen in den 1970er Jahren steigende Popularität, die die weitere Entwicklung des Franchise ermöglichten.

### Der Weg ins Kino
Die Mondlandung 1969 löste in den USA eine starke Begeisterung für den Weltraum und die Raumfahrt aus. Die beinahe tägliche Wiederholung der Serie in den lokalen Fernsehstationen, ihre ungewöhnliche Art, verpackt in Zukunftsthemen Kritik an damaligen gesellschaftlichen Zuständen (Rassendiskriminierung, Vietnamkrieg etc.) zu üben, und eben jene Weltraumbegeisterung sorgten für eine in den 1970er Jahren stark ansteigende Popularität von Star Trek. Nicht zuletzt deswegen plante NBC eine zweite Serie mit dem Arbeitstitel Star Trek: Phase Two. Die Arbeiten wurden jedoch mit dem Auftakt zu Star Wars ausgesetzt. Mit der zwischen 1973 und 1974 in 22 Episoden produzierten Zeichentrickserie Die Enterprise wurde das Konzept fortgesetzt, welches die Serie der 1960er Jahre begonnen hatte. Viele Schauspieler, wie etwa William Shatner und Leonard Nimoy, wirkten als Synchronsprecher mit. Die Zeichentrickserie wurde 1975 mit einem Emmy ausgezeichnet.
Später fiel die Entscheidung von Paramount Pictures zu Gunsten eines Kinofilms, der mit dem Titel Star Trek: Der Film am 6. Dezember 1979 Premiere hatte. Er wurde von der Kritik nicht besonders gut aufgenommen. Wegen Budgetüberschreitungen bei dem Film hatte Roddenberry ab dem zweiten Film lediglich eine beratende Funktion inne, während Harve Bennett die Leitung übernahm. Die Filme Star Trek II: Der Zorn des Khan (1982), Star Trek III: Auf der Suche nach Mr. Spock (1984) und Star Trek IV: Zurück in die Gegenwart (1986) folgten. 1989 kam der fünfte Spielfilm Star Trek V: Am Rande des Universums in die Kinos, der an den Kinokassen jedoch weit weniger Geld einbrachte als seine Vorgänger. Dennoch folgte 1991 der sechste Film Star Trek VI: Das unentdeckte Land, der sehr offen auf den endenden Kalten Krieg anspielt.
Nach der Produktion des ersten Kinofilms bezeichnete Roddenberry die Zeichentrickserie als Fehler und bestimmte, dass sie in zukünftigen Star-Trek-Produktionen nicht mehr berücksichtigt werden solle. Danach galt die Serie als unkanonisch und damit nicht mehr als Teil des Star-Trek-Universums. Seit der Veröffentlichung auf DVD gehört die Serie allerdings wieder zum offiziellen Kanon, wie es unter anderem von CBS und www.startrek.com auch offiziell verkündet wurde.

### Ab 1987: Neustart im Fernsehen und Ablegerserien
Nach den finanziell erfolgreichen Star-Trek-Kinofilmen aus den 1980er Jahren (siehe unten) beschloss Paramount die Produktion der neuen Fernsehserie Raumschiff Enterprise – Das nächste Jahrhundert, die 1987 US-Premiere hatte. Die Handlung spielt nunmehr rund 100 Jahre nach der von Raumschiff Enterprise, im 24. Jahrhundert. Das neue Raumschiff, die USS Enterprise NCC 1701-D, ist größer, stärker und moderner. Das für Fernsehserien damals unüblich hohe Budget von rund 2 Mio. US-Dollar pro Episode ermöglichte deutlich bessere Requisiten und Spezialeffekte. Mit zeitgemäßen Trickeffekten des oscarprämierten Effektstudios Industrial Light & Magic wurden neue Standards für Fernsehserien gesetzt.
Die Föderation hat eine Überflusswirtschaft ohne Geld, die durch eine Technologie ermöglicht wird, mit welcher Energie in Nahrungsmittel, komplexe Konstruktionen und jede Art von Materie umgewandelt werden kann (Replikatortechnologie). Arbeit, Kauf und Verkauf sind nicht notwendig, da es keine Knappheit gibt, die die Erfüllung aller materiellen Bedürfnisse und Wünsche begrenzen könnte. Bestimmte Ressourcen sind allerdings immer noch knapp, darunter diejenigen, die zum Überlichtflug benötigt werden. Interstellarer Handel mit diesen Gütern ist nicht unüblich. Gier und Neid sind in dieser Gesellschaft stark reduziert. Die Figuren in Raumschiff Enterprise – Das nächste Jahrhundert erklären oft, dass der Zweck der Föderation und ihrer Arbeit das allgemeine und das persönliche Wohlergehen ist. Viele Folgen greifen philosophische Themen auf, zum Beispiel die Episode Wem gehört Data?, in der über persönliche Rechte eines Androiden verhandelt wird. Die Serie versucht oft, eine pazifistische und tolerante Botschaft zu vermitteln.
Der große Erfolg, den Paramount Pictures mit dieser Serie hatte, führte dazu, dass bis 1994 sieben Staffeln mit insgesamt 178 Episoden produziert wurden. Eine achte Staffel wurde nicht gedreht, um der Seriencrew den Weg auf die Leinwand zu ebnen. 1994 kam so der siebte Star-Trek-Film Star Trek: Treffen der Generationen in die Kinos: Captain Picard aus Raumschiff Enterprise – Das nächste Jahrhundert trifft auf Captain Kirk aus Raumschiff Enterprise. Der Film wurde stark kritisiert, dennoch erfüllte er die finanziellen Erwartungen. 1996 kam der achte Film Star Trek: Der erste Kontakt in die Kinos. Mit diesem bis dahin erfolgreichsten Star-Trek-Film hatte sich die Mannschaft um Captain Picard auch im Kino etabliert. 1998 folgte der neunte Kinofilm Star Trek: Der Aufstand, 2002 der zehnte, Star Trek: Nemesis. Dieser vierte Film um die Mannschaft von Jean-Luc Picard war im Kino ein finanzieller Misserfolg und deckte die Kosten erst mit seiner DVD-Veröffentlichung.
Bereits vor Einstellung der Produktion von Raumschiff Enterprise – Das nächste Jahrhundert wurde mit Star Trek: Deep Space Nine 1993 ein weiterer Ableger gestartet. Die Handlung spielt zunächst parallel zu der von Raumschiff Enterprise – Das nächste Jahrhundert. Im Gegensatz zu den vorangegangenen beiden Serien spielt hier die Handlung nicht auf einem Raumschiff, sondern auf einer Raumstation. Die Station liegt im Randbereich des Einflusses der Föderation und gewinnt an strategischer Bedeutung, als sich durch die Entdeckung eines in unmittelbarer Nähe gelegenen Wurmlochs das Tor zum unerforschten Gamma-Quadranten der Milchstraße öffnet. In der dritten Staffel wurde das auf Deep Space Nine stationierte Kriegsschiff USS Defiant als Schauplatz eingeführt, das im weiteren Verlauf immer wichtiger wird. Charakteristisch für die Serie sind zudem eine Vielzahl wiederkehrender Nebenfiguren, das intensive Thematisieren von Politik, Krieg und Religion, das Abweichen von den Star-Trek-typischen Idealen einer friedvollen, kriegsfreien Zukunft und das im Serienverlauf zunehmend von episoden- und staffelübergreifenden Handlungsbögen geprägte Serienformat.
Roddenberry verstarb 1991 vor der Realisierung des Projekts. Sein Nachfolger wurde Rick Berman. Mit Deep Space Nine wandelte sich auch der Charakter Star Treks weg vom allzu Optimistischen: Präsentiert wird eine beschädigte Welt. Erhalten blieb jedoch der ethisch-moralische Diskurs und ein progressiver Charakter: Der kommandierende Offizier ist ein Afro-Amerikaner. Wie bereits in den 1960er Jahren sorgte 1995 eine Szene für einen Skandal. Die Episode, die einen Kuss zweier Frauen zeigt, wurde darum in einigen US-Staaten nicht ausgestrahlt. Deep Space Nine endete nach sieben Staffeln und 176 Episoden im Juni 1999.
Mit dem Ende von Raumschiff Enterprise – Das nächste Jahrhundert begannen die Entwickler mit der Produktion einer fünften Star-Trek-Serie: Star Trek: Raumschiff Voyager. Darin übernimmt nach mittlerweile fast 30 Jahren Star Trek erstmals mit Captain Kathryn Janeway (Kate Mulgrew) eine Frau die Führungsrolle in einer Star-Trek-Serie. Die Serie spielt im selben Zeitrahmen wie Deep Space Nine, jedoch im Delta-Quadranten. Das Raumschiff Voyager wird an einen weit von der Erde entfernten Punkt der Milchstraße verschlagen. Um nach Hause zu gelangen, würde das Raumschiff 75 Jahre benötigen. Die Suche nach einem schnelleren Weg ist der rote Faden der Serie. Dazu arbeiten vormals verfeindete Gruppen Seite an Seite. Voyager startete im Januar 1995 und wurde 2001, nach sieben Staffeln, mit 172 Episoden beendet.
Ab 2001 wurde die sechste Serie Star Trek: Enterprise produziert, wieder unter der Aufsicht Rick Bermans. Sie spielt als Prequel rund einhundert Jahre vor der Handlung von Raumschiff Enterprise und somit vor der Gründung der Vereinigten Föderation der Planeten. Die ersten drei Staffeln brachten ständig sinkende Einschaltquoten und anhaltend schlechte Kritiken, weswegen die Serie für die vierte Staffel nochmals generalüberholt wurde. Die vorgenommenen Änderungen führten allerdings nicht zu einem Quotenaufschwung, woraufhin die Serie im Februar 2005 nach vier Staffeln abgesetzt wurde. Wegen Erfolglosigkeit entließ Paramount auch Rick Berman.

### Kinofilme 2009 bis 2016
Der elfte Kinofilm Star Trek erschien 2009 und stellt einen Neubeginn für das Star-Trek-Franchise dar. Die Handlung zeigt Ereignisse vor Beginn von Raumschiff Enterprise und damit die Vorgeschichte von deren Hauptfiguren, allerdings in einem alternativen Zeitstrahl. Dadurch wurde es ermöglicht, neue Filme in eine Richtung zu entwickeln, die auch Abweichungen vom bisherigen Kanon zulassen. Regisseur J. J. Abrams besetzte zahlreiche bekannte Rollen mit neuen, jungen Schauspielern. Der elfte Star-Trek-Film Star Trek wurde ein kommerzieller Erfolg und erhielt positive Kritiken. 2013 kam mit Star Trek Into Darkness der zwölfte Star-Trek-Film in die Kinos; er spielt ebenfalls in der Zeitlinie, die im elften Teil erschaffen worden war. Das gilt auch für den 13. Film, Star Trek Beyond, der 2016 erschien.
Bis zum 13. August 2009 spielten alle Star-Trek-Kinofilme weltweit mehr als 1,4 Milliarden US-Dollar ein, und wurden insgesamt 14-mal für einen Oscar nominiert. Nur durch den Film von 2009 konnte ein Oscar in der Kategorie „Make-Up“ gewonnen werden.

### Streaming-Serien seit 2017
2015 begann die Entwicklung einer neuen Star-Trek-Fernsehserie. Sie heißt Star Trek: Discovery; ihr Start fand im September 2017 statt. Sie war zunächst exklusiv auf CBS All Access, dem Streaming-Service von CBS, abrufbar. Die Serie bildet ein Prequel von Raumschiff Enterprise, spielt aber im Hauptzeitstrahl, d. h. nicht in der Zeitlinie, die in den seit 2009 erschienenen Kinofilmen etabliert wurde. Seit 2018 erscheinen mit Star Trek: Short Treks Kurzgeschichten, die einzelne Figuren aus dem Universum beleuchten.
Im August 2018 begannen die Arbeiten an der Serie Star Trek: Picard. Diese spielt zwanzig Jahre nach dem Film Star Trek: Nemesis, und die Figur Jean-Luc Picard aus Raumschiff Enterprise – Das nächste Jahrhundert hat hier erneut eine zentrale Rolle. Die Ausstrahlung begann im Januar 2020.
Im Oktober 2018 wurde bekannt, dass eine neue animierte Fernsehserie namens Star Trek: Lower Decks in Planung ist. Es handelt sich dabei um eine reine Comedy-Serie, die von Mike McMahan entwickelt wird, der bereits als Drehbuchautor bei Rick and Morty tätig war. Die Ausstrahlung begann im August 2020.
Eine weitere Animationsserie, die für ein jüngeres Publikum gedacht ist, wird von Kevin und Dan Hageman für den Sender Nickelodeon entwickelt. Die Ausstrahlung dieser Serie mit dem Titel Star Trek: Prodigy startete im Oktober 2021.
Nachdem Alex Kurtzman im Januar 2020 Andeutungen über weitere Realfilm-Serien gemacht hatte, bestätigte CBS im Mai 2020, dass eine davon den Titel Star Trek: Strange New Worlds tragen soll. Die Ausstrahlung in Nordamerika begann am 5. Mai 2022. Die Serie nimmt die Figuren Captain Pike (Anson Mount), Nummer Eins (Rebecca Romijn) und Lieutenant Spock (Ethan Peck) aus Star Trek: Discovery wieder auf und zeigt ihre Abenteuer an Bord der USS Enterprise.

#### Geplante Produktionen
Aktuell (Stand August 2024) sind mindestens zwei weitere Serien in Entwicklung. Anfang Februar 2022 bestätigte Alex Kurtzman, dass an einer Serie gearbeitet würde, zu deren Inhalt zunächst keine offiziellen Angaben gemacht wurden. Am 30. März 2023 gab Paramount+ bekannt, dass die Sternenflottenakademie im Mittelpunkt der Handlung dieser Serie stehen soll. Die Produktion soll 2024 unter der künstlerischen Leitung von Alex Kurtzman und Noga Landau beginnen. Die Idee einer Akademie-Serie war seit den 1980er Jahren mehrfach vorgebracht und wieder auf Eis gelegt worden. Am 27. Juli 2024 wurde außerdem bekanntgegeben, dass unter der künstlerischen Leitung von Justin Simien und Tawny Newsome eine im Star-Trek-Universum spielende Realfilm-Comedyserie entwickelt werden soll.
Im Januar 2019 wurde bekannt, dass eine weitere Realfilm-Serie geplant sei, die sich um die Geheimorganisation Sektion 31 drehen sollte. Michelle Yeoh, die bereits in Star Trek: Discovery zu sehen war, sollte hier die Hauptrolle übernehmen. Nach längeren Verzögerungen gab Paramount+ am 18. April 2023 bekannt, dass diese Geschichte nun nicht als Serie, sondern als Streaming-Film erzählt werden soll. Michelle Yeoh wurde wie ursprünglich geplant für die Hauptrolle engagiert. Das Drehbuch stammt von Craig Sweeny, Olatunde Osunsanmi führt Regie. Die Produktion begann 2023.
Auch weitere Kinofilme sind grundsätzlich geplant, jedoch bislang (Stand Januar 2024) nicht über ein frühes Entwicklungsstadium hinausgekommen. Bereits um das Premieredatum von Star Trek Beyond herum kündigte Paramount einen weiteren Film an, der die Abenteuer der Enterprise in der Kelvin-Zeitlinie fortsetzen sollte. Durch den Tod von Hauptdarsteller Anton Yelchin, den Wechsel der geplanten Drehbuchautoren und Regisseure sowie Schwierigkeiten bei Gagenverhandlungen kam es mehrfach zu Verzögerungen. 2020 wurde die Produktion dieses Films zunächst auf unbestimmte Zeit zurückgestellt und nach einem weiteren Anlauf strich ihn Paramount im September 2022 erneut aus seinen Planungen. Am 10. Januar 2024 gab Paramount allerdings bekannt, dass an den Plänen für eine Fortsetzung von Star Trek Beyond nach wie vor festgehalten wird und dass dieser den Abschluss der in der Kelvin-Zeitlinie spielenden Filmreihe bilden soll. Parallel hierzu wird an einem weiteren Film gearbeitet, dessen Handlung einige Jahrzehnte vor den Ereignissen von Star Trek aus dem Jahr 2009 spielen soll. Dieser Film soll von J. J. Abrams produziert werden, Seth Grahame-Smith soll das Drehbuch schreiben und Toby Haynes Regie führen.

## Deutsche Synchronisation
Die deutschen Synchronfassungen für die Kinofilme 4, 5 und 6 stellte die Cine Adaption her, für alle anderen Kinofilme die Berliner Synchron. Die ursprüngliche Synchronisation für Raumschiff Enterprise nahm die Firma Beta Film vor. Die anderen Realfilm-Fernsehserien synchronisierte Arena Synchron für die Fernsehausstrahlung, mit Ausnahme der ersten Staffel von Enterprise, deren Bearbeitung die Bavaria Synchron übernahm.

## Veröffentlichung
„Star Trek“ ist ein milliardenschweres Gesamtprodukt. Seit den 1960er Jahren erwirtschaften die Rechteinhaber nicht nur durch die Ausstrahlung der Fernsehserien, den Verleih der Kinofilme und den Verkauf von Videokassetten und DVDs Gewinn.
Neben unzähligen Wiederholungen aller Serien werden die Produktionen einschließlich der Zeichentrickserie seit 2002 auf DVD vermarktet, beginnend mit Raumschiff Enterprise – Das nächste Jahrhundert. Von den Kinofilmen wurden außerdem ab 2001 verschiedene DVDs als „Special Editions“ veröffentlicht. Dabei wurden Star Trek I, II und VI um Szenen ergänzt. Insgesamt zeichnen sich diese Editionen besonders durch einheitliche Aufmachung und digital überarbeitete Ton- und Bildqualität aus. Im November 2004 erschien Star Trek: Treffen der Generationen. Star Trek: Der erste Kontakt und Star Trek: Der Aufstand kamen bis Juni 2005 in den Handel. Star Trek: Nemesis folgte Anfang November 2005. Anlässlich des 40. Geburtstags von Star Trek am 8. September 2006 ist eine „Star Trek 40th Anniversary Movie Collection“ mit allen „Special Editions“ erschienen.
Im Jahr 2007 wurde Raumschiff Enterprise im Auftrag des Senders CBS digital restauriert (Star Trek Remastered) und vor allem die Spezialeffektsequenzen unter Beteiligung der Star-Trek-Experten Denise und Michael Okuda sowie Gene Roddenberrys Sohn Eugene modernisiert. Außerdem wurde die Titelmelodie neu eingespielt und die gesamte Serie in das HDTV-Format übertragen.
Am 18. Dezember 2007 hat CBS, welches die Fernsehrechte an Star Trek hält, mangels neuer Folgen die Redakteure der offiziellen Website entlassen. Paramount Pictures hat kurz darauf zur Vermarktung von Star Trek XI eine eigene Website veröffentlicht. Am 15. Juli 2010 stellte CBS die Relaunch-Version von StarTrek.com online, auf der nun ganze Folgen der Serien, einige auch als HD-Version, als Video-Stream geschaut werden können (allerdings wegen Überprüfung der IP-Adresse nur innerhalb der USA).
Die erste Star-Trek-Fernsehserie wurde im deutschen Fernsehen als Raumschiff Enterprise vermarktet. Die Kinofilme wurden dagegen immer als „Star Trek“ verkauft. Deep Space Nine war die erste Serie, die in Deutschland unter dem Original-Serientitel lief.
In den Fernsehserien und den Filmen kamen bislang 122 Regisseure zum Einsatz. Mit 62 Episoden ist David Livingston der in den Fernsehserien am häufigsten eingesetzte Regisseur.

## Kritik, Interpretation und Analyse

### Journalistische Stimmen
Die ursprüngliche Star-Trek-Serie Raumschiff Enterprise wurde bezüglich ihrer Hauptfiguren als eindimensional kritisiert. Der Filmkritiker Georg Seeßlen zum Beispiel meinte in der epd Film 1999, dass die Figuren manchmal auf „geradezu lächerliche Weise plakativ wirken“ müssten. Die Folgeserie Das nächste Jahrhundert erhielt von Kritikern ab der dritten Staffel Lob für eine Verbesserung des Erzählstils und für mehr Vielschichtigkeit als in den ersten beiden Staffeln bzw. in Raumschiff Enterprise. Deep Space Nine wurde anfangs von Fans als zu philosophisch und intellektuell kritisiert, in späteren Beurteilungen aber etwa für episodenübergreifende Handlungsstränge gelobt.
Es wurde geurteilt, dass Star Trek als Fernsehserie besser funktioniere als im Format eines Kinofilms. In der Zeitschrift Wired (2017) führte der Journalist Adam Rogers das auf die Hartnäckigkeit und Experimentierfreudigkeit der Drehbuchautoren zurück: Da diese sich abseits der Science-Fiction auch in andere Genres vorgewagt haben, hätten sie sich ohne größere Folgen für die Gesamterzählung „selbst persiflieren oder Charaktere für eine Episode verlieben lassen“ können. Würde Star Trek hingegen „in das Korsett eines Hollywood-Streifens gequetscht“, verwandele es sich „zwangsläufig in eine konventionelle Abenteuergeschichte mit Enthüllung im dritten Akt und einem Finale voller CGI und Explosionen.“
Mindestens über die ersten neun Star-Trek-Kinofilme lässt sich sagen, dass diejenigen mit gerader Nummer positiver beurteilt wurden als die mit ungerader Nummer. Sowohl aus Kritiken als auch aus Bestenlisten geht hervor, dass Der Zorn des Khan und Der erste Kontakt für am sehenswertesten befunden wurden, wohingegen Am Rande des Universums oftmals als schwächste Leinwandadaption genannt wurde. Mehrfach wurden Star-Trek-Filme, zum Beispiel Der Aufstand, negativ dafür kritisiert, eher das Niveau einer durchschnittlichen Fernseh-Episode zu besitzen.
Die Kritiken über die zur Reboot-Reihe gehörenden, ab 2009 erschienenen Filme waren gespalten. Manche Kritiker, etwa Michael O’Sullivan von der Washington Post, lobten die Filme als gelungene Neubelebung von Star Trek und die Entscheidung für den Neustart in einem separaten Zeitstrahl. Andere hingegen stellten den Filmen ein vernichtendes Zeugnis aus; Deutschlandfunk-Kultur-Autor Hans-Ulrich Pönack beurteilte etwa Into Darkness als „banal, emotional egal“.
Für Brian J. Robb, langjähriger Herausgeber des Star-Trek-Magazins, stand in seinem Buch A Brief Guide to Star Trek (2012) fest, dass „großartiges Geschichtenerzählen“ das Erfolgsgeheimnis von Star Trek sei. Allerdings, mutmaßte Robb, sei das Franchise darin gescheitert, sich mit der Zeit zu wandeln, um „Verknöcherung und Irrelevanz“ zu entkommen.
Den neueren Star-Trek-Produktionen – gemeint sind zumindest Voyager, Enterprise, Discovery und die Reboot-Filme – haftet die mehrfach geäußerte Kritik an, dass sie nicht genügend Neues böten und sich zu sehr auf Altbekanntes stützten. Robb zum Beispiel monierte an Voyager und Enterprise eine Stagnation der Innovativität von Star Trek insgesamt. Der Autor Andreas Rauscher sprach in dem Zusammenhang in der epd Film 2017 über die vergangenen 15 Jahre Star Trek kritisch von einem „Modus des Replay“, unter anderem, weil Discovery abermals die Klingonen thematisiere.
Im US-Magazin The New Yorker kritisierte der Journalist Joshua Rothman 2017 das Star-Trek-Universum als „das langweiligste und altmodischste von allen Science-Fiction-Universen“, weil es auch nach 51 Jahren die Entstehungszeit von Raumschiff Enterprise wachrufe – die Alienrassen etwa spiegelten nach wie vor die Feinde der Vereinigten Staaten im Zweiten Weltkrieg wider. Gleichwohl sei es J. J. Abrams mit dem Reboot von 2009 gelungen, dem Franchise einen glänzenden neuen Look zu verpassen und die „sexy“ Atmosphäre der Originalserie wiedereinzufangen.
Der deutsche Journalist Dietmar Dath beurteilte Star Trek im Rolling Stone (2017) vergleichend mit Star Wars als dasjenige Werk mit der unrealistischeren Zukunftsperspektive. Roddenberry habe, so Dath, irrtümlich angenommen, „dass in Zukunft alles immer besser werden müsste – und das hieß innerhalb seines linksliberalen Ami-Horizonts: immer gesetzesförmiger (‚Oberste Direktive‘), zivilisierter (‚Föderation‘) und vernünftiger.“ Jedes Jahrhundert habe „mindestens ein Vorurteil, einen Aberglauben, eine doofe Kulturerbschaft“ überwunden – „Schön wär’s!“ meinte Dath dazu.
Die Fernsehkritikerin Sonia Saraiya befand Star Trek 2015 im Internet-Magazin Salon.com für einen „bewundernswerten Liebesbrief an zukünftige Generationen“. Jedoch neige Star Trek zu „Fan-Dienlichkeit, moralisierenden Reden und tief schrecklichen Spezialeffekten“. Saraiya hält Star Trek deshalb für das Gegenteil von Serien wie Game of Thrones und für den „Inbegriff des Kitsches“.
Fernseh-Drehbuchautor David Gerrold, der bei der Produktion von Raumschiff Enterprise – Das nächste Jahrhundert mit Roddenberry in Streit über die Ausrichtung der Serie geriet, beurteilte Star Trek später abfällig als das „McDonald’s der Science-Fiction“ und als „Fast-Food-Geschichtenerzählen“: „Jedes Problem ist wie jedes andere. Sie werden alle in einer Stunde gelöst. Niemand wird versehrt und niemand muss sich sorgen. Man gibt eine Stunde seiner Zeit und muss sich nicht wirklich einlassen. Es ist alles künstlich.“
Der Serie Das nächste Jahrhundert wird eine Vorbildrolle für die Star–Trek-Produktionen zugeschrieben. Im US-Magazin The Atlantic meinte der Autor David Sims zum Beispiel (2017), dass The Next Generation „der Gold-Standard für das Franchise“ bleibe.

### Standpunkte von Wissenschaftlern und Buchautoren
Die deutsche Philosophin Ingrid Weber meinte in einem Essay für das Buch Zukunft im Film (2000), dass Star Trek vor allem vom Facettenreichtum der darin behandelten Themen lebe.
Der deutsche Soziologe Kai-Uwe Hellmann verstand in einem Essay 1997 die menschliche „Fähigkeit und Bereitschaft, unermüdlich zu lernen“, – und damit einhergehend Offenheit, Kontaktaufnahme und „Störungen im Sinne der Erfahrung mit dem Fremden“ – als das Utopische von Star Trek. Star Trek vermeide damit „jene schwerwiegenden Konstruktionsfehler vieler Utopien, die sie zugleich problematisch und unrealisierbar machen, nämlich nur als geschlossene Systeme überleben zu können, die Menschen repressiv zu behandeln und auf Unveränderbarkeit zu beharren.“
Nach Auffassung des deutschen Medienwissenschaftlers Knut Hickethier in einem Essay für das Buch Unendliche Weiten… (1997) funktioniere Star Trek, weil es „die Zukunft so ganz gegenwärtig, so durchweg bieder und konventionell“ darstelle; Gefährdungen würden „rasch domestiziert oder beseitigt“. Star Trek sei im Grunde „eine kleinbürgerliche Variante der großen Erzählungen der Science-fiction.“ Klaus Sachs-Hombach, ebenfalls Medienwissenschaftler, unterlegte in einem Beitrag für Zukunft im Film seine Behauptung, dass es sich bei Star Trek um Kitsch handele, unter anderem mit dem Argument, dass es triviale, gleichbleibende Erzählmuster wie „Aufbruch, tödliche Bedrohung und Happy End“ enthalte. Inhaltlich würden sich zwar Züge einer utopischen Gemeinschaft zeigen, durch die kitschige Art der Darstellung verkehre sich die sogenannte Botschaft aber ins Gegenteil.
Der Astrophysiker Stephen Hawking meinte anerkennend, dass Science-Fiction wie Star Trek nicht nur der Unterhaltung diene, sondern auch den ernsten Zweck erfülle, die menschliche Vorstellungskraft zu erweitern. Der Physiker David Allen Batchelor vom Goddard Space Flight Center lobte Star Trek in einem Artikel auf der NASA-Website (2016/17) als „schön intelligent geschrieben und wissenschaftlich genauer als andere Science-Fiction-Fernsehserien.“ Star Trek sei „fast die einzige Serie, die Wissenschaftler und Ingenieure als positive Vorbilder“ zeige.
Das Wissenschaftsmagazin New Scientist urteilte 2009 zusammenfassend, dass Star Trek selten am besten gewesen sei, als es versucht habe, inspirierend zu sein. Hingegen seien „einige seiner plumpesten und moralisierendsten Episoden“ jene gewesen, in denen es versucht habe, solch „schwergewichtige Probleme“ wie Umweltschutz, Technokratie und Vererbung zu thematisieren.
Angesprochen auf die Eroberung ferner Welten, übte der polnische Science-Fiction-Schriftsteller Stanisław Lem in einem Interview mit Rainer Schmitz 1999 scharfe Kritik an Star Trek: „Es wimmelt darin von solchem Unsinn, dass es einem nur den Atem verschlagen kann. Man muss für diese Erkenntnis kein Physiker sein. Das Weltall ist so groß, dass darin jede Dummheit einen Platz findet.“
Der US-Bürgerrechtler Martin Luther King sagte einst über Star Trek, dass es das Gesicht des Fernsehens verändert habe: Zum ersten Mal seien Menschen aus verschiedenen Ländern und mit verschiedenen Hautfarben im US-Fernsehen so gezeigt worden, wie es sein sollte, nämlich gleichwertig.
Der US-Politologe George A. Gonzalez meinte in seinem Buch The Politics of Star Trek (2015), dass die „analytische Brillanz“ von Star Trek in der Fähigkeit seiner Erschaffer bestehe, effektiv und glaubhaft die konkurrierenden Weltanschauungen Marxismus und jene von Samuel P. Huntington zu vermitteln. Insbesondere zeige Star Trek sowohl die Hoffnung und den Optimismus des Marxismus als auch die Demoralisierung und den Pessimismus aus Huntingtons Kampf der Kulturen.
Gonzalez kam weiterhin zu dem Schluss, dass das Franchise aus analytischer Sicht nützlich und aufschlussreich sein könne, den Zuschauern beim Verständnis der gegenwärtigen, realen politischen Probleme zu helfen, darunter zunehmenden Nationalismus und eine Bedrohung der Demokratie: Durch Spezies wie die Klingonen, die Bajoraner, das Dominion, die Kazon, die Cardassianer, die Romulaner, die Xindi sowie durch Nazis und die Sektion 31 zeige das Star-Trek-Franchise, wie Politik weltweit immer regressiver und gefährlicher werde.
Besonders die Originalserie wurde als männlich geprägt verstanden. Die New-York-Times-Autorin Camille Bacon-Smith etwa meinte 1986 in diesem Zusammenhang über die Protagonisten von Raumschiff Enterprise: „Lederstrumpf und Chingachgook erforschen die Wildnis des Weltraums.“ Die britischen Buchautoren Michèle und Duncan Barrett interpretierten die Serie 2001 als „jungenhaft ungeniert“, die Folgeserie Raumschiff Enterprise – Das nächste Jahrhundert hingegen als „hochgeistig“, da geprägt vom Glauben in Wissenschaft, Technologie, Rationalismus und Demokratie und somit charakteristisch für sogenannte moderne Gesellschaften. Deep Space Nine und Voyager wiederum unterschieden sich davon signifikant, etwa wegen „radikal destabilisierter Persönlichkeiten“, und ließen sich insofern als postmodern deuten.
Der deutsche Politologe Richard Saage gab sich 1997 sicher, dass Das nächste Jahrhundert „zweifellos“ das Erbe des Trends zu einer positiven Zukunftsvision, wie sie etwa in Arkadi und Boris Strugatzkis Episodenroman Rückkehr (1962) zum Ausdruck komme, angetreten habe: „Normative Aspekte des gesellschaftlichen Zusammenlebens drängen das Action-Muster in den Hintergrund.“
Vergleichend mit den utopischen Werken von Edward Bellamy und William Morris, hob der deutsche Politologe Herfried Münkler 1997 an den Zukunftsvorstellungen der Star-Trek-Serien als bemerkenswert hervor, dass sie „eine Gleichzeitigkeit von technologischem Fortschritt und moralischer Fortentwicklung der Menschheit“ annähmen und diese Koevolution nicht zufällig, sondern zwingend sei, der moralische Fortschritt sei eine Bedingung für den Umgang mit dem technologischen Fortschritt. Insofern erzähle Star Trek die Gegengeschichte des von Günther Anders geprägten „prometheischen Gefälles“.
Der US-Ethnologe David Graeber bezeichnete in seinem Buch The Utopia of Rules (2015) Star Trek als die „Quintessenz der amerikanischen Mythologie“ und fragte, ob die Vereinte Föderation der Planeten – die unter anderem geprägt sei von hochgeistigem Idealismus und strenger militärischer Disziplin – nicht wirklich nur eine amerikanische Vision einer freundlicheren, sanfteren Sowjetunion sei, die schließlich auch „funktioniert“ habe. Die sozialen Klassen sind überwunden, ebenso Gegensätze in Herkunft oder Geschlecht. In der Vereinten Föderation fehle jedoch jeder Hinweis auf die politische Verfasstheit, auf eine Demokratie oder auf Wahlen – aber es gibt auch niemanden, dem das auffällt oder der es kritisiert. Libertäre und Konservative verdammten daher die Serie als linke Propaganda. Um der Kritik entgegenzuwirken, wurden die Borg als feindliche kommunistische Zivilisation eingeführt.
Im US-Magazin The New Yorker (2017) meinte Manu Saadia, Autor des Buches Trekonomics, dass Star Trek oftmals als bevormundend, wenn nicht sogar zweckmäßig täuschend betrachtet werden könne. Während beispielsweise die Absichten der Entdecker als rein und unbelastet von Ethnozentrismus repräsentiert würden, stünde ihre Wissenschaft stets über den einheimischen Aberglauben der Außerirdischen.

## Auszeichnungen
Die sechs Star-Trek-Serien wurden für insgesamt 155 Primetime Emmy Awards nominiert und 33-mal prämiert. Bislang wurden sechs Kinofilme für zusammen 15 Oscars nominiert, nur der elfte Film erhielt einen Oscar. Über alle Fernsehserien und Kinofilme hinweg betrachtet gab es bislang 484 Nominierungen und 120 Prämierungen für Positivpreise sowie – für die Filme 5 und 7 – sieben Nominierungen und drei Prämierungen für Negativpreise.
| Fernsehserie            | N.  | P. |
| ----------------------- | --- | -- |
| Raumschiff Enterprise   | 28  | 5  |
| Die Enterprise          | 2   | 1  |
| Das nächste Jahrhundert | 85  | 32 |
| Deep Space Nine         | 60  | 12 |
| Raumschiff Voyager      | 78  | 20 |
| Enterprise              | 29  | 11 |
| Summe                   | 282 | 81 |

| Film-Nr. | Filmtitel                    | N.  | P. |
| -------- | ---------------------------- | --- | -- |
| 1        | Der Film                     | 16  | 1  |
| 2        | Der Zorn des Khan            | 10  | 2  |
| 3        | Auf der Suche nach Mr. Spock | 7   | 0  |
| 4        | Zurück in die Gegenwart      | 20  | 3  |
| 5        | Am Rande des Universums      | 6   | 3  |
| 6        | Das unentdeckte Land         | 8   | 1  |
| 7        | Treffen der Generationen     | 5   | 1  |
| 8        | Der erste Kontakt            | 17  | 4  |
| 9        | Der Aufstand                 | 7   | 2  |
| 10       | Nemesis                      | 5   | 1  |
| 11       | Star Trek                    | 56  | 14 |
| 12       | Into Darkness                | 28  | 2  |
| 13       | Beyond                       | 18  | 1  |
| Summe    |                              | 203 | 35 |

- 2017 Aufnahme in die Science Fiction Hall of Fame[71]

## Adaptionen und Merchandising
Zusätzlich zur Veröffentlichung der Fernsehserien und Kinofilme sorgte Paramount für eine umfassende Vermarktung Star Treks durch Merchandising. Zahlreiche, dafür lizenzierte Unternehmen vertreiben eine Vielzahl von Produkten mit der Marke Star Trek. Im Juni 2017 waren auf der offiziellen Star-Trek-Webpräsenz über 160 aktuelle Lizenznehmer aufgeführt, d. h. Unternehmen, die Star-Trek-Produkte zum Verkauf anbieten. Zur Vielfalt an Produkten bemerkte das US-Magazin Salon.com:

“Paramount has squeezed everything out of the franchise, licensing ‘Star Trek’ to anyone with two nickels to rub together. The studio has allowed ‘Trek’s’ name to be put on everything from coffee to Beanie Babies to denim shirts to baby clothes […].”

„Paramount hat aus dem Franchise alles herausgequetscht und ‚Star Trek‘ für jeden lizenziert, der zwei Nickel übrig hat. Das Studio hat zugelassen, dass ‚Trek’s‘ Name auch auf Kaffee, Beanies, Baumwollshirts und Babykleidung kommt.“

### Videospiele
Nachdem in den 1980er Jahren überwiegend wenig erfolgreiche und unspektakuläre Star-Trek-Spiele erschienen waren, kam 1992 mit Star Trek: 25th Anniversary das erste wirklich aufwändig produzierte Spiel für den PC auf den Markt. Man verpflichtete die Schauspieler der Originalserie für die Sprachausgabe. Der Erfolg gab Interplay recht, und so gab es in den Folgejahren regelmäßig neue Spiele, die bei ähnlichem Aufbau in der Regel entweder direkt einem der Filme folgten oder mit den Crews einer der aktuellen Serien arbeiteten. 1996 erschien mit Star Trek: Klingon (Simon & Schuster Interactive) erstmals ein Spiel, das nicht aus der Perspektive der Sternenflotte gespielt wurde, 1998 mit Star Trek: Klingon Honor Guard ein Zweites.
1998 schloss der Star-Trek-Rechte-Verwerter Viacom mit dem Spieleentwickler Activision einen Vertrag, dem bis 2005 eine Reihe mehr oder weniger erfolgreicher Spiele entsprangen, darunter die beiden Reihen Star Trek: Starfleet Command 1-3 und Star Trek: Armada 1-2. Die erfolgreichsten Spiele waren jedoch die beiden Ego-Shooter Star Trek: Voyager – Elite Force (2000) und Star Trek: Elite Force 2 (2003). Sie fanden erstmals nicht nur bei Star-Trek-Fans großen Zuspruch. Mit Star Trek: Away Team erschien 2001 ein rundenbasiertes Taktikspiel rund um Gefechte während Außeneinsätzen. Einen vom Spielkonzept sehr ungewöhnlichen Weg ging 2002 Star Trek: Bridge Commander, eine Art Echtzeit-Flugsimulation, in der der Spieler im Sessel des Captains Platz nimmt und den Brückenoffizieren Befehle erteilt.
2003 begann ein langjähriger Rechtsstreit zwischen Viacom und Activision, der 2005 beigelegt wurde. Der Popularitätsverlust der Fernsehserien schlug sich auch auf die Verkaufszahlen der Spiele nieder.
Ende Januar 2006 unterzeichnete Bethesda Softworks einen Lizenzvertrag für zwei Star-Trek-Spiele. Star Trek: Legacy (für Xbox 360 und PC) wurde daraufhin im Dezember 2006 veröffentlicht. Ebenfalls Ende 2006 erschien das PSP- und Nintendo-DS-Spiel Star Trek: Tactical Assault von Quicksilver Software. Das zweite Spiel unter der Lizenz von Bethesda Softworks trägt den Namen Star Trek: Conquest. Es wurde für die Plattformen PlayStation 2 und Wii entwickelt. Auf dem nordamerikanischen Markt erschien das Spiel im November 2007.
Im Fahrwasser des elften Kinofilms erschien im Mai 2009 „Star Trek: D-A-C“, welches über Xbox Live zum Download angeboten wird. Für PC- und PlayStation-3-Besitzer stand der Weltraum-Shooter ab November 2009 zur Verfügung.
Im Februar 2010 erschien das Massively Multiplayer Online Role-Playing Game (MMORPG) Star Trek Online für den PC. Herausgeber ist Cryptic Studios. Anders als bei anderen MMORPGs spielen hier alle Spieler auf demselben Server.
Ende April 2013 erschien pünktlich vor dem Start des zwölften Star-Trek-Films Star Trek Into Darkness das Lizenzspiel Star Trek: The Video Game.
Auf der E3 2016 kündigte Ubisoft ein neues Star-Trek-Videospiel an, das speziell für die Virtual Reality entwickelt und auf die Bezeichnung „Star Trek: Bridge Crew“ hört. Der Spieler schlüpft in die Rolle eines Mitglieds der Föderation, übernimmt entweder das Kommando als Kapitän, den Ingenieur, Taktik oder Steuermann der U.S.S. Aegis (NX-1787), und geht zusammen mit drei anderen Spielern auf Entdeckungsmission. Optional ist auch die Enterprise (NCC-1701) nutzbar. Nach mehrmaliger Verzögerung findet die Veröffentlichung am 30. Mai 2017 statt. Spielbar ist es mit den Virtual-Reality-Brillen HTC Vive, PlayStation VR und Oculus Rift.

### Romane, Kurzgeschichten und Comics
Bereits 1967 erschienen Nacherzählungen verschiedener Fernsehfolgen in Romanform. Ab 1980 kamen zahlreiche Neuerzählungen dazu, die in den USA vom Pocket-Verlag herausgegeben werden. Inzwischen gibt es über 700 Star-Trek-Romane und -Anthologien. Ein Großteil dieser Bände wurde ins Deutsche übersetzt. Die Vermarktung in Deutschland übernahm zuerst der Pabel-Moewig-Verlag in der Romanheft-Reihe „Terra Astra“, in der in unregelmäßigen Abständen Kurzgeschichtensammlungen der Originalserie entstanden, die der amerikanische Science-Fiction-Autor James Blish aus den Drehbüchern adaptierte. Bei Goldmann erschienen die Serien Raumschiff Enterprise mit 28 Einzelbänden sowie Raumschiff Enterprise – Die neuen Abenteuer mit weiteren zehn Bänden. Diese beinhalten fast ausschließlich Nacherzählungen der klassischen Fernsehserie und der Star-Trek-Zeichentrickserie.
Bei Heyne wurden die Serien „Star Trek Classic“, „Next Generation“, „Deep Space Nine“, „Voyager“ sowie Enterprise herausgegeben. Zu diesen Serien kamen „Star Trek: Starfleet Kadetten“, „Star Trek: Die neue Grenze“ sowie verschiedene Kurzserien wie „Star Trek – Die Anfänge“ mit drei Bänden, „Star Trek – Badlands“ mit zwei Bänden und „Star Trek – Sektion 31“ mit vier Bänden. Auch mehrere Sach- und Fachbücher sind bei Heyne erschienen. Nachdem Heyne im Laufe des Jahres 2007 das Star-Trek-Merchandising eingestellt hatte, startete der Verlag Cross Cult im Februar 2008 neue Serien, wie „Star Trek: Vanguard“, die in der Zeit der klassischen Fernsehserie spielt, und „Star Trek: Titan“, die die Abenteuer von William T. Riker und der Besatzung des gleichnamigen Schiffes im Anschluss an den zehnten Kinofilm erzählt.
Die Rechteinhaber begrenzen die Gestaltungsfreiheit dieser Werke. Besonders restriktiv werden Crossover-Szenarien gehandhabt sowie die exzessive Darstellung von Gewalt und sexuellen Handlungen. Aus den Fernsehserien ausgeschiedene Figuren durften für lange Zeit nicht oder nur in Ausnahmefällen Verwendung finden.
Zu den Autoren der Comics und Romane gehören Diane Carey, Keith R. A. DeCandido, Diane Duane, David Gerrold, Jean Lorrah, Una McCormack, Peter David, Michael Jan Friedman, John Vornholt und Dan Abnett.

### Andere literarische Adaptionen
Bei Del Rey/Ballantine erschienen in den 1970er Jahren einige Sachbücher über „Raumschiff Enterprise“. Ein Standardwerk war für lange Zeit das „Star Trek Companion“, das die Entstehungsgeschichte der ersten Fernsehserie beschreibt. Alle Episoden werden vorgestellt und durch Hintergrundinformationen ergänzt. Das ausführlichste Buch über „Raumschiff Enterprise“ ist „The Making of Star Trek“. Sehr viel Sekundärliteratur wurde in Zeitschriften publiziert, vor allem im amerikanischen „Starlog“, dessen Erfolg stark mit „Star Trek“ verknüpft ist.
Weitere Werke beschreiben die fiktive Welt des Star-Trek-Universums. Besonders beliebt sind „technische Handbücher“. Wichtige Quellenbücher sind die „Star Trek Chronology“ und die „Star Trek Enzyklopädie“. Eine Besonderheit dieser Kategorie stellt das Klingonische Wörterbuch dar, denn es beschreibt die Klingonische Sprache zwar aus Sicht der fiktiven Welt, jedoch ist diese fiktionale Sprache eine offiziell anerkannte und funktionierende Sprache, wodurch das Buch keine reine Fiktion darstellt.
Im deutschen Sprachraum spezialisierte sich der Heel Verlag auf die Herausgabe von Sachbüchern. Dort erschienen einige der amerikanischen Werke ab Mitte der 1990er Jahre. Der Starlog-Verlag begann zu dieser Zeit damit, alte Interviews und Artikel als deutsche Neuausgaben zu publizieren. Das „Star Trek Universum“ ist eine rein deutschsprachige Abhandlung über das Gesamtphänomen „Star Trek“, und mit etwa 2000 Seiten auch die womöglich umfangreichste. Seit 1998 wird es nicht mehr aktualisiert.
Zu den Zeitschriften, die sich mit Star Trek beschäftigen, gehören das englischsprachige Star Trek Magazine, dessen deutschsprachiges Pendant Star Trek Magazin, die Starlog, die Space View sowie zahlreiche reguläre und Sonderausgaben der Zeitschriften Moviestar, TeleVision und TV Highlights. Der Inhalt der Serien und Filme wurde zudem, ergänzt um hinzuerfundene Elemente, in der Publikation Die offiziellen Star Trek Fakten und Infos verarbeitet, die – zum Zwecke des Aufbaus eines umfangreichen Lexikons – in insgesamt 304 Ausgaben Informationen über das Star-Trek-Franchise veröffentlichte, darunter Episoden, Filme, Figuren und Technologien.

### Andere Merchandising-Artikel
Zu den Merchandising-Artikeln gehören auch Actionfiguren, Plüschtiere, Modellbausätze von Raumschiffen und deren Einrichtung, Enterprise-Telefone und andere geräuschproduzierende Geräte, Sammelkartenspiele, Brettspiele und anderes Spielzeug; Autogrammkarten, Aufkleber, Poster, Wandkalender; Utensilien wie Taschen, Phaser, Tricorder, Rangabzeichen, Kommunikatoren, Anstecker, Anhänger, Schlüsselanhänger, Mauspads; Kleidungsstücke, darunter Sternenflottenuniformen verschiedener Dienstgrade, Kopfbedeckungen, T-Shirts und Jacken; Trinkflaschen, Tassen und anderes Essgeschirr; außerdem Masken verschiedener Spezies und Papp-Aufsteller.

### Sammlungen
Paramount verkaufte 2005 Teile des Archivs bei einer Auktion bei Christie’s in New York. Aus Käufen dort und späteren Direkteinkäufen erwarb Martin Netter aus Niedersachsen die weltweit größte Sammlung von Science-Fiction- und Star-Trek-Objekten mit 150.000 Exponaten. Sie ist unter dem Namen Filmwelt Collection in Bakede, Bad Münder zugänglich.

## Einfluss

### Fangemeinde und Star-Trek-Boom
Viele Redewendungen aus den Fernsehserien haben in den USA ihren Weg zur Allgemeinheit gefunden (beispielsweise „Beam me up, Scotty“ und „Redshirt“). In den USA wird die Einflussnahme von Star Trek als besonders hoch eingeschätzt. Über den Einfluss, den Star Trek auf (mitunter auch auf SciFi-ferne) Aspekte des realen Lebens hat oder hatte, wurden Bücher geschrieben. Außerhalb der USA wird das Phänomen vor allem in Westeuropa wahrgenommen.
Star Trek war die womöglich erste Fernsehserie, deren Anhängerschaft sich in Fanklubs vereinigte. Ermöglicht wurde dieser hohe Organisationsgrad der Fangemeinde durch den Umstand, dass sich die ersten „Trekkies“ (oder „Trekker“) aus den bereits seit langem existierenden Science-Fiction-Fanclubs rekrutierten. Die Star-Trek-Fans der ersten Stunde konnten deshalb auf bereits bestehende Strukturen zurückgreifen. So war es möglich, eine groß angelegte Briefkampagne zu organisieren, die eine vorzeitige Absetzung der ersten Fernsehserie in den USA zunächst verhinderte. Die Fangemeinde von Star Trek entwickelte sich in den Folgejahren weitgehend unabhängig vom Science-Fiction-Fandom, also den organisierten Science-Fiction-Fans, die Star Trek als keine echte Science Fiction wahrnahmen.
Die Serie reflektierte, Roddenberrys Konzeption entsprechend, eher gesellschaftliche Zustände, anstatt fiktive Technologien zu fokussieren. Auf diese Weise sprach die Fernsehserie einen Personenkreis an, der sich von den damaligen Science-Fiction-Fans erheblich unterschied. Insbesondere interessierten sich nun Frauen für Raumschiff Enterprise. Die Star-Trek-Fangemeinde übernahm zwar alle Gepflogenheiten der Science-Fiction-Fans, indem sie ab 1967 Fanzines publizierte und ab 1972 auch eine Convention veranstaltete, die so erfolgreich war, dass man sie ab 1974 in verschiedene Veranstaltungen aufteilen musste; die Interessenschwerpunkte der „Trekkies“ unterscheiden sich jedoch bis in die Gegenwart stark von denen traditioneller Science-Fiction-Fans. Insbesondere begann sich durch die Star-Trek-Fangemeinde eine neue Form der Fan-Fiction als eine Subkultur zu etablieren, die sich später auch auf andere Produktionen der Science Fiction und der Fantasy übertrug, da die in den Folgejahren weltweit gegründeten Star-Trek-Fanklubs später häufig auch die Keimzellen anderer Fangemeinden dieses Bereichs bildeten. Auf Fan-Fiction-Websites wie etwa FanFiction.net veröffentlichten Fans selbstgeschriebene Kurzgeschichten.
Mit dem Ausstrahlungsbeginn der Serie Raumschiff Enterprise – Das nächste Jahrhundert vergrößerte sich die Begeisterung für Star Trek. In Deutschland wuchs das Fandom bis in die Mitte der 1990er Jahre stetig an und wurde besonders durch die Übernahme der Fernsehausstrahlung von Das nächste Jahrhundert durch den selbsternannten Star-Trek-Sender Sat.1 im Jahr 1993 befeuert. Die Jahre 1990 bis 1997 werden deshalb in der Literatur auch als Boomphase der Begeisterung für Star Trek beschrieben. Fans nahmen an Trekdinners – dabei handelt es sich um Star-Trek-Stammtische – und Conventions teil, organisierten sich in Clubs und Vereinen und gaben Fanzines heraus; der größte war Star Trek Central Europe (STCE). Die größte deutsche Convention, die FedCon, besuchten jährlich über 5000, teils als Star-Trek-Figuren kostümierte und maskierte Gäste; an den Veranstaltungen wirkten auch Hauptdarsteller der Serie mit. Anschließend waren etliche Fans, unter anderem durch zahlreiche Wiederholungen im Fernsehen, aber auch durch die gewachsene Konkurrenz durch andere Science-Fiction-Serien, zunehmend übersättigt und verloren das Interesse an Star Trek. Mit der wachsenden Verbreitung des Internets entstand allerdings eine Online-Fankultur, geprägt etwa durch Newsletter, Foren und Homepages.
Manche Trekkies feiern sogar ihre Hochzeiten nach klingonischem Ritus, wobei sie auch die klingonische Sprache sprechen. Star Trek wird weltweit auch als Live-Rollenspiel gelebt. Dabei schlüpfen Fans in eine der Originalrollen oder entwerfen neue Szenarien.

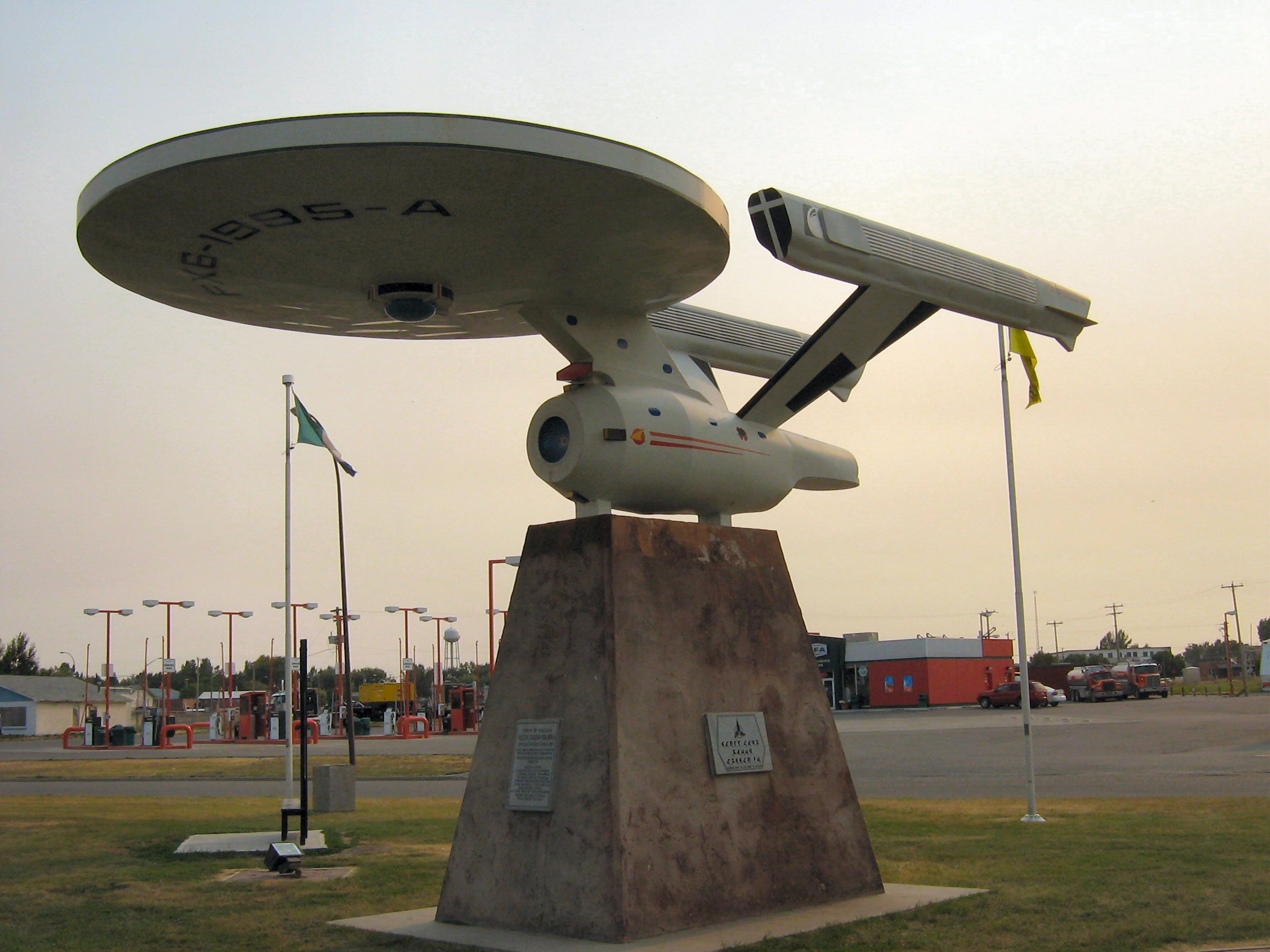
Die Skulptur eines Raumschiffs aus Star Trek in Vulcan, Alberta

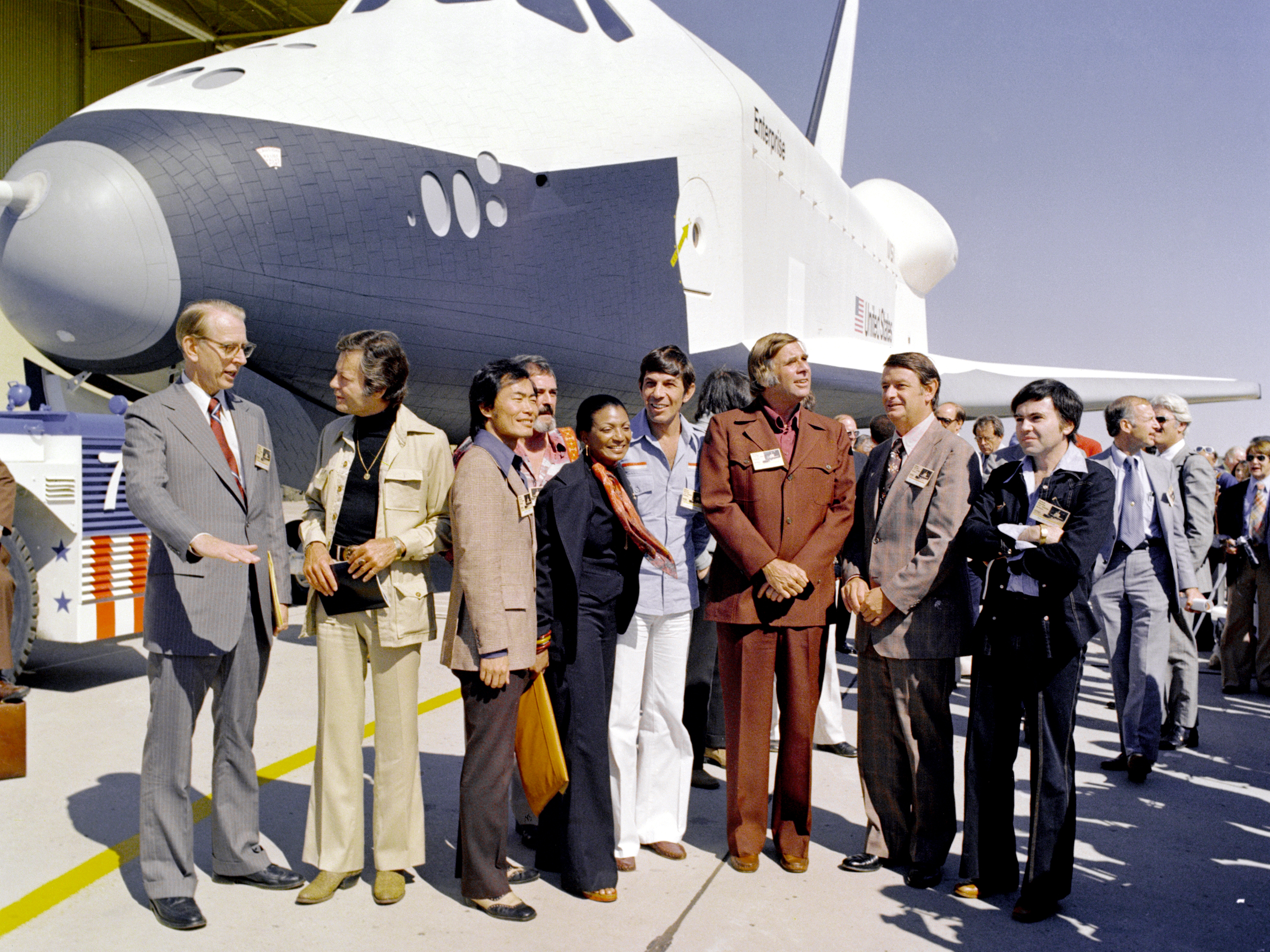
Das NASA-Shuttle Enterprise und die Star-Trek-Crew 1976, u. a. mit DeForest Kelley (McCoy), George Takei (Sulu), James Doohan (Scotty), Nichelle Nichols (Uhura), Leonard Nimoy (Spock), Gene Roddenberry und Walter Koenig (Chekov).

Von der Fangemeinde wurden rund 400.000 Briefe an die NASA geschickt, mit der Bitte ein Space Shuttle „Enterprise“ zu nennen. Dies wurde 1976 nach der Fertigstellung des ersten Space Shuttles tatsächlich realisiert (der NASA-Orbiter Enterprise flog allerdings nie ins All, sondern wurde nur zu Testflügen innerhalb der Atmosphäre genutzt).
Das erste kommerziell nutzbare Raumflugzeug, das für Virgin Galactic gebaut wurde, hieß VSS Enterprise. Der Name ist eine Hommage an die USS Enterprise aus dem Star-Trek-Universum. Das „VSS“ steht für „Virgin Space Ship“. Am 31. Oktober 2014 stürzte das Raumschiff bei einem Testflug ab und wurde zerstört. Dabei kam der Kopilot ums Leben, der Pilot konnte sich mit dem Schleudersitz retten.
Sieben Arten von Baumfröschen, die auf Madagaskar gefunden wurden, wurden von ihren Entdeckern nach den Star-Trek-Hauptfiguren Kirk, Archer, Pike, Burnham, Picard, Sisko und Janeway benannt: B. kirki, B. picardi, B. siskoi, B. janewayae, B. archeri, B. pikei und B. burnhamae.

### Forschung und Wissenschaft
Star Trek enthält eine komplexe fiktionale Technologie, zu der immer Erklärungsversuche mitgeliefert werden. Erfindungen wie der Warp-Antrieb oder das Beamen sollen dadurch durchschaubarer und in sich logisch geschlossen erscheinen. Gelegentlich finden Zitate aus Star Trek Verwendung in populären Publikationen. In seinem 1995 erschienenen Buch The Physics of Star Trek (Titel der deutschen Ausgabe: Die Physik von Star Trek) erklärte der Physiker Lawrence Krauss verschiedene physikalische Phänomene anhand ihrer Darstellung und Thematisierung in den Star-Trek-Fernsehserien. Dazu gehören etwa die Produktion und Aufbewahrung von Antimaterie, die Holodecks und Hologramme, Quantenmechanische Messungen, Solitonen, Quasare und Neutrinos.
Deutsche Wissenschaftler, die sich mit dieser Thematik auseinandersetzen, sind Hubert Zitt von der Hochschule Kaiserslautern und Metin Tolan von der Technischen Universität Dortmund. Dem Fokus von Gene Roddenberry folgend beschäftigte sich einer der wichtigsten deutschen Rechtsphilosophen, Robert Alexy, in einem Vortrag mit „Menschenrechten für Data“ und erforschte damit Star Trek auch aus einer sozialwissenschaftlichen und rechtsphilosophischen Sicht.

### Deutschsprachig
- Bruno Angeli: Science-Fiction als Gesellschaftskritik. Und was nach 45 Jahren davon übrig ist (PDF; 51 kB). In: Medienheft, Hg.: Katholischer Mediendienst, Zürich, 12. Juni 2009, ISSN 1424-4594
- Torsten Bewernitz: What would Picard do? Star Trek als Social Fiction. Unrast-Verlag, Münster 2025. ISBN 978-3-89771-638-4
- Kai-Uwe Hellmann, Arne Klein (Hrsg.): Unendliche Weiten …, Star Trek zwischen Unterhaltung und Utopie. Fischer Taschenbuch Verlag, 1997, ISBN 3-596-13579-6.
- Mike Hillenbrand, Thomas Höhl: Star Trek in Deutschland. „Wie Captain Kirk nach Deutschland kam“. Heel Verlag, Königswinter 2008, ISBN 978-3-86852-006-4
- Thomas Höhl, Mike Hillenbrand: Dies sind die Abenteuer – Star Trek 40 Jahre. Heel Verlag, Königswinter 2006, ISBN 978-3-89880-668-8
- Frank Hörnlein, Herbert Heinecke (Hrsg.): Zukunft im Film – Sozialwissenschaftliche Studien zu Star Trek und anderer Science Fiction. Magdeburg 2000, ISBN 3-931606-81-3.
- Katja Kanzler, Sebastian Stoppe (Hrsg.): Star Trek: Gestern – Heute – Morgen. (Selbst-)Historisierung und Zukunftsvisionen. Springer VS, Wiesbaden 2024, ISBN 978-3-658-45694-8, doi: 10.1007/978-3-658-45695-5.
- Michael Okuda, Denise Okuda, Debbie Mirek: STAR TREK Die offizielle Enzyklopädie. HEEL-Verlag, 1995, ISBN 3-89365-449-6.
- Andreas Rauscher: Das Phänomen Star Trek. Virtuelle Räume und metaphorische Weiten. Ventil Verlag, Mainz 2003, ISBN 3-930559-98-6 (zugleich Dissertation, Universität Mainz 2001).
- Nina Rogotzki u. a.: Faszinierend! Star Trek und die Wissenschaften 2 Bände. Verlag Ludwig, Kiel 2003, ISBN 3-933598-25-7 und ISBN 3-933598-69-9 (Kurzfassungen der Aufsätze, in: Der Freidenker)
- Paul Ruditis: Star Trek. Die visuelle Enzyklopädie. Die ganze Welt von Raumschiff Enterprise. Dorling Kindersley, München 2013, ISBN 978-3-8310-2360-8.
- Ralph Sander: Das Star Trek Universum. 3. Auflage. 2 Bände. Heyne Verlag, München 1994, ISBN 3-453-07759-8. Dazu zwei Ergänzungsbände: Band 3, 1995, ISBN 3-453-07760-1; Band 4, 1998, ISBN 3-453-13370-6
- Ralph Sander: Beam me down, Scottie! Ist Star Trek nach 46 Jahren am Ende?, in: Sascha Mamczak, Wolfgang Jeschke (Hrsg.): Das Science Fiction Jahr 2010, Heyne Verlag, München 2010, S. 424–472, ISBN 978-3-453-52681-5
- Georg Seeßlen: Die Star Trek Saga, in: epd Film Nr. 1/1999
- Bernd Stiegler, Beate Ochsner, Markus Spöhrer, Alex Zons (Hrsg.): 50 Jahre Star Trek, AugenBlick (Konstanzer Hefte zur Medienwissenschaft) Nr. 67, Dez. 2016, ISBN 978-3-89472-965-3
- Sebastian Stoppe: Unterwegs zu neuen Welten. Star Trek als politische Utopie. Büchner-Verlag, Darmstadt 2014, ISBN 978-3-941310-40-7
- Metin Tolan: Die STAR TREK Physik. PIPER Verlag, München 2016, ISBN 978-3-492-05653-3
- Christian Wagnsonner, Stefan Gugerel (Hrsg.): Star Trek für Auslandseinsätze? Konfliktstrategien und Lösungsansätze für reale Probleme in Science fiction. (Beiträge zum Seminar „Star Trek für Auslandseinsätze“, 17.–19. November 2009, Seminarzentrum Iselsberg) Institut für Religion und Frieden, Wien 2011, ISBN 978-3-902761-12-5 (PDF; 2,3 MB)

### Englischsprachig
- Michèle und Duncan Barrett: Star Trek. The Human Frontier. Polity Press, Cambridge 2001, ISBN 0-7456-2491-X.
- Daniel Leonard Bernardi: Star Trek and History – Race-ing Toward a White Future. Rutgers University Press, New Brunswick 1998, 2. Druck 1999, ISBN 0-8135-2466-0.
- Leimar Garcia-Siino, Sabrina Mittermeier, Stefan Rabitsch (Hg.): The Routledge Handbook of Star Trek, Routledge, London 2022, ISBN 978-0-367-36667-4.
- Lincoln Geraghty: Living with Star Trek: American culture and the Star Trek universe. Tauris, 2007, ISBN 978-1-84511-421-3 (englisch).
- Lincoln Geraghty (Hrsg.): The Influence of Star Trek on Television, Film and Culture (Reihe Critical Explorations in Science Fiction and Fantasy, Nr. 4), McFarland, Jefferson, N.C. 2007, ISBN 978-0-7864-3034-5.
- Chris Gregory: Star Trek: Parallel Narratives, St. Martin’s Press, New York 2000, ISBN 0-333-74489-6.
- Edward Gross, Mark A. Altman: The Fifty-Year Mission. Volume One: The First 25 Years, Melia Publishing, Thomas Dunne Books 2016, ISBN 978-1-250-06584-1.
- Taylor Harrison et al. (Hrsg.): Enterprise Zones – Critical Positions on Star Trek. Westview Press, Boulder 1996, ISBN 0-8133-2899-3.
- Katja Kanzler: Infinite diversity in infinite combinations. The multicultural evolution of star trek. Verlag Winter, Heidelberg 2004, ISBN 3-8253-1557-6.
- Lawrence Krauss: The Physics of Star Trek. Basic Books, New York City 2007, ISBN 978-0-465-00204-7.
- Roberta E. Pearson, Máire M. Davies: Star Trek and American Television, University of California Press, Berkeley, Los Angeles, London 2014, ISBN 978-0-520-27622-2.
- Stefan Rabitsch, Martin Gabriel, Wilfried Elmenreich, John N.A. Brown (Hrsg.): „Set Phasers to Teach! Star Trek in Research and Teaching“. Springer International Publishing, Cham, Switzerland 2018, ISBN 978-3-319-73775-1.
- Nancy R. Reagan (Hrsg.): Star Trek and History. John Wiley & Sons, Hoboken 2013, ISBN 978-1-118-16763-2.
- Brian J. Robb: A Brief Guide to Star Trek. The Essential History of the classic TV Series and the movies, Constable & Robinson, London 2012, ISBN 978-1-84901-514-1.
- Manu Saadia: Trekonomics: The Economics of Star Trek, Inkshares, San Francisco 2016, ISBN 978-1-941758-75-5.
- Sebastian Stoppe: Is Star Trek Utopia? Investigating a Perfect Future. McFarland, Jefferson, N.C. 2022, ISBN 978-1-4766-8636-3.
- Robert Wilonsky: The trouble with “Trek”, in: Salon.com vom 29. Oktober 1999.